# Äpple
Äpple är frukten från trädgårdsapel, Malus domestica, en domesticerad art i familjen rosväxter som är ett av de mest odlade fruktträden. Arten ingår i apelsläktet och familjen rosväxter. Det är ett fruktträd som har odlats i Asien och Europa i tusentals år och som förekommer i mer än 1 000 sorter.
Det är inte fastställt vilken eller vilka av flera möjliga arter i släktet Malus som ingår i kulturväxten. Tidigare ansågs arten vildapel (M. sylvestris) ha spelat en stor roll i utvecklingen av äpple, men numera anses en annan art, M. sieversii från Centralasien ha en spelat större roll.

## Historia

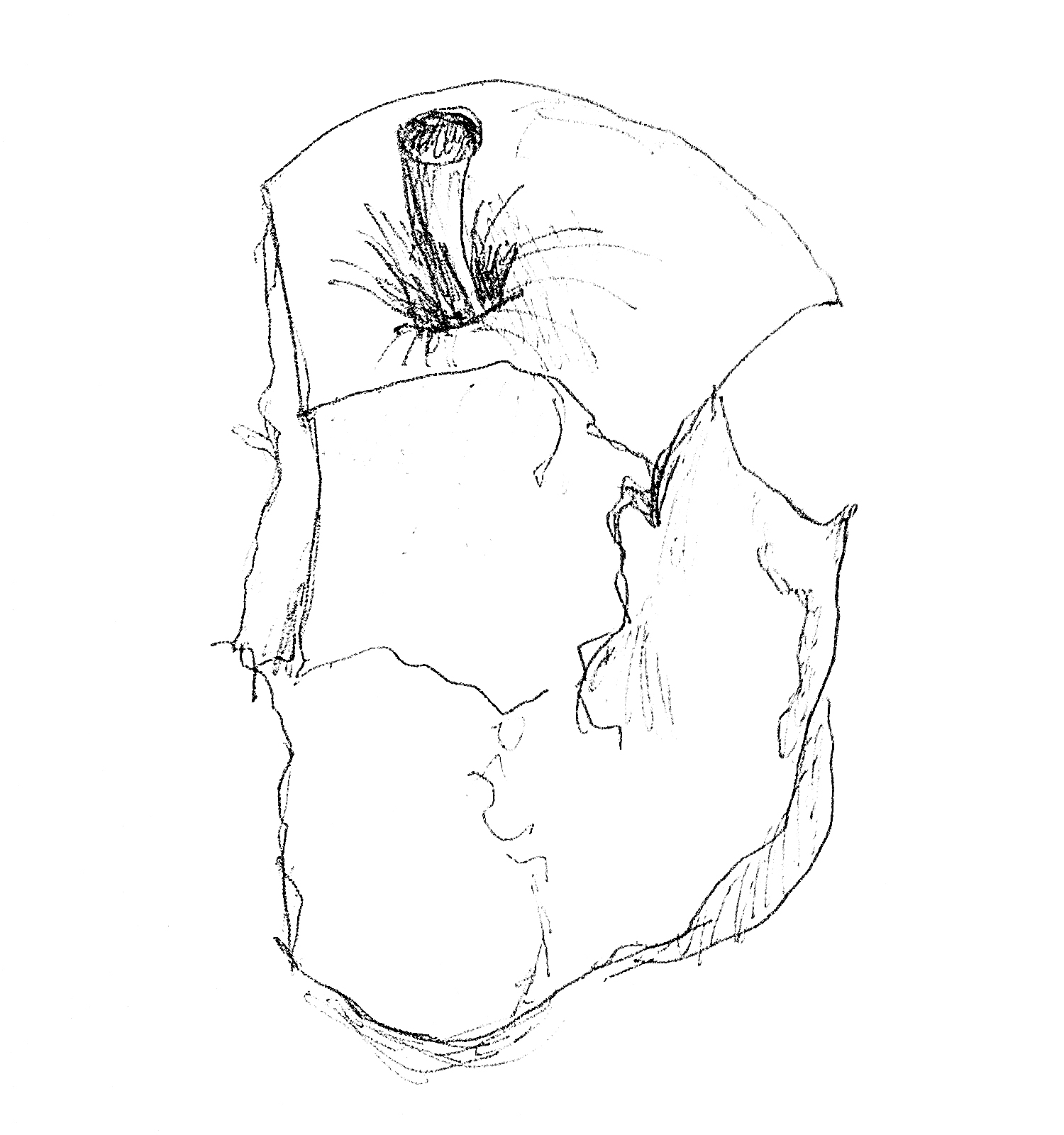
En teckning av ett äppelskrutt

Det finns belägg för att ympning av äpplen har förekommit i minst 2 000 år. Talrika fynd av äppelrester har gjorts vid boplatser från yngre stenåldern och bronsåldern i Centraleuropa. Om äppelodlingar i Grekland och i romerska riket berättar de homeriska hymnerna.
De äldsta beskrivningarna av äppelsorter i Europa kommer från ett brittiskt kloster år 1204. Européer förde med sig äpplet till sina kolonier, såsom Australien och Amerika.
I Norden nämns äpplen tidigast i Snorre Sturlassons Edda. Under medeltiden förekom tillverkning av äppelvin i Norden. Redan i skrifter från Babylon som skapades 800 år före Kristus betecknas äpplet som medicinalväxt.  Samma gäller för skrifter från medeltiden. De äpplesorter som användes vid dessa tider hade troligtvis en annan smak än dagens äpplesorter, de var oftast syrligare, grövre och hade större mängd garvsyra. Ibland går det inte att avslöja vad de gamla skrifterna syftade på. Men som exempel har påståtts att frukt med skal är ett laxermedel och kan döda vissa skadliga bakterier. På Åland har äppelkärnor hittats på en 5000 år gammal boplats. I Norge har 54 äpplen hittats i Osebergsskeppet från år 850.
I Sverige har man hittat ett förkolnat äpple vid utgrävningar i Alvastra nära Omberg i Östergötland som är daterat till 2 500 år f.Kr. Under vikingatiden åt man också mycket äpple. I Cajsa Wargs kokbok från 1755 finns det ett recept på skånsk äppelkaka med äppelmos. På Julita gård i Sörmland finns en lång tradition av att odla äpplen och idag finns där Nordiska museets klonarkiv, bestående av hundratals fruktträd av över hundra sorter. Där hålls årliga äppeldagar med bland annat försäljning av trädgårdens olika äppelsorter och hjälp med sortbestämning av besökarnas egna äpplen.

## Beskrivning

### Trädet

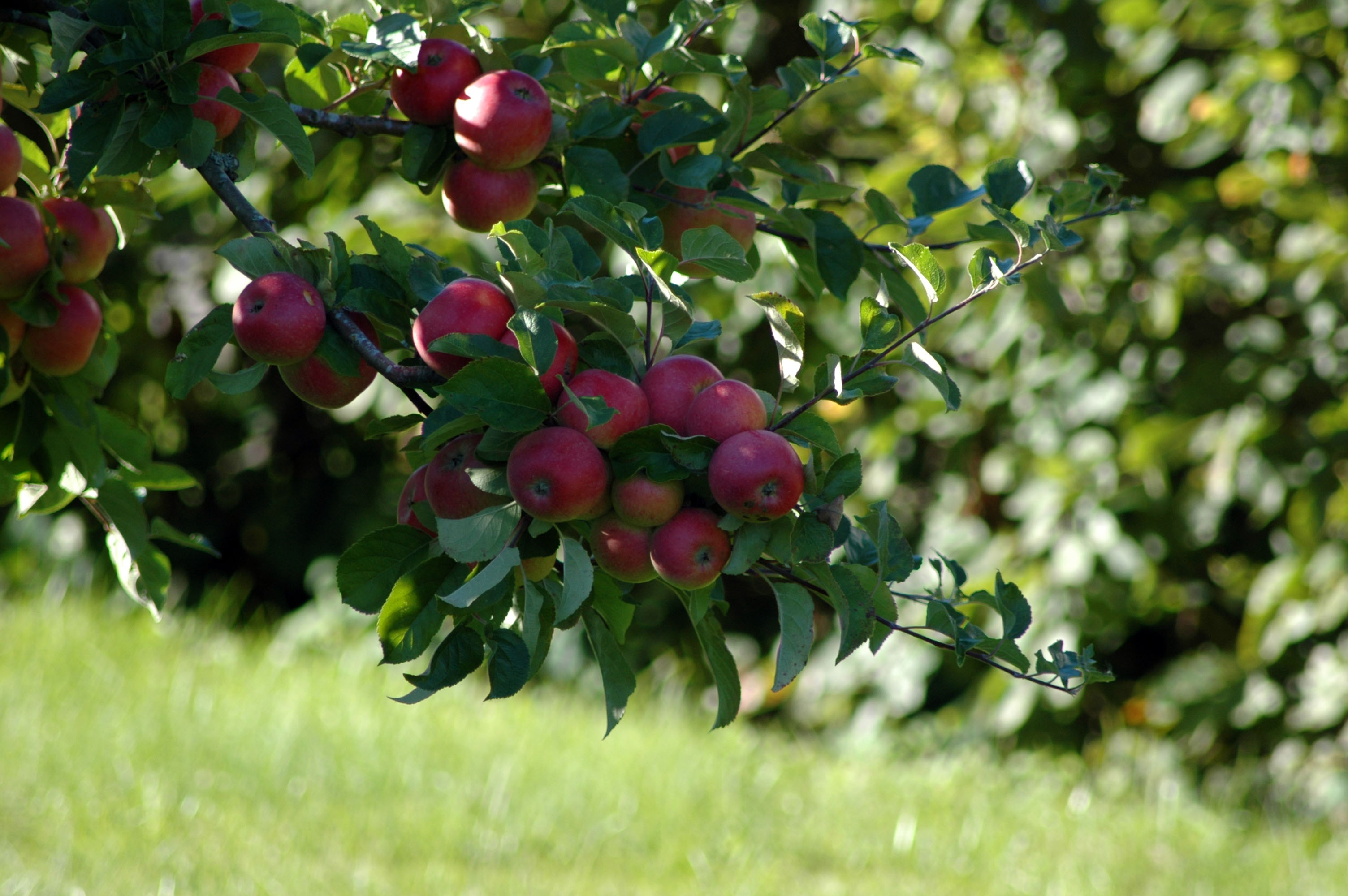
Äpplen på ett äppelträd

Trädet, ibland kallat apel, är relativt litet, cirka 5–12 meter högt, med en rikt förgrenad krona. Det översållas i maj–juni av vita eller rosa blommor. 
I Sverige finns två äppelarter som räknas till vår vilda flora: vildapel (Malus silvestris) och apel eller äppelträd (Malus domestica). Apeln härstammar ursprungligen från Malus sieversii som ännu växer vild i Centralasiens bergstrakter. När och hur apeln kom till Sverige vet vi inte, kanske via människor som kom invandrande.
Förr fick äppelsorterna ofta namn efter yttre och inre egenskaper som kantäpple, glasäpple, hallonäpple, jordgubbsäpple, vinäpple, druväpple och järnäpple. Det är också vanligt att de namngivits efter platser som de har härstammat från eller på annat sätt förknippats med.
Den vilda apeln förekommer i Norden ganska allmänt i lövdungar och hagar i södra och mellersta Sverige och Norge (upp till Gästrikland och Trondheimsfjorden) samt sydvästliga Finland. Den finns också på skogskullar över hela Europa och Nordasien. Trädet behöver kyla på vintern. Därför odlas ej äpple nära ekvatorn. Det är heller inte möjligt att odla äpple inomhus i rumstemperatur.
Endast ett fåtal äpplesorter är självfertila; andra måste pollineras av en annan diploid sort, som blommar samtidigt. Triploida äpplesorter (exempelvis Gravensteiner och Belle de Boskoop) kan inte pollinera andra sorter.

### Frukten
Äpplen är knytnävsstora och söta (sura förekommer) vanligen röda, gula eller gröna skenfrukter som äts i hela världen. De kan ätas både råa och tillagade. Man äter oftast inte kärnhuset, den så kallade äppelskrutten eller äppelskrotten.
Ett äpple består av ungefär 50 miljoner olika slags celler, varje slag med viss funktion. Exempelvis är skalet sammansatt av en hinna, epidermis och flera lager som bildar hypodermis. Dessa lager innehåller de pigment, som ger olika äppelsorters karakteristiska färg på skalet. Det röda pigmentet heter idaein (cyanidin-3-galactoside)
Eftersom pistillen har fem märken blir kärnhuset femrummigt (ett fåtal äpplesorter har fyra kärnrum, exempelvis rött duväpple). I varje rum bildas en eller två kärnor, till att börja med blekgula, men övergående till brunt, när äpplet är moget (ett fåtal äpplesorter har blekgula kärnor när frukten är mogen). Kärnhuset är förbundet till skaftet med en sträng.
Äpplen har länge ansetts vara nyttiga. I Storbritannien lyder ett gammalt talesätt An apple a day keeps the doctor away (svenska: Ett äpple om dagen är bra för magen). Även tillägget And ten a day gives you a tooth decay (Tio om dagen till mål ger dig i tänderna hål) förekommer. Under 1950-talet myntades i Sverige begreppet Tänderna borsta var morgon och kväll – ät gärna ett äpple men ej karamell.
Äpplen, framförallt äppelskalet, innehåller flavonoider, kalium och rikligt med C-vitamin. C-vitaminhalten i olika äpplesorter kan variera från mindre än 2mg/100gram (Persikerött sommaräpple och Hampus) till över 40 mg/100 gram (Vit Vinterkalvill). Flera hundra aromsubstanser har hittats i äpple, men de viktigaste är hexylacetat och hexenal.
Densiteten för ett äpple varierar mellan olika sorter; Ananasrenett 0,84, Berner Rosenäpple 0,76, Blenheim 0,76, Belle de Boskoop 0,82, Boiken 0,85, Discovery 0,81, Elstar 0,81, Gloster 0,80, Gravensteiner 0,81, Ingrid Marie 0,81.

#### Sockerhalt i några äpplesorter
Ananasrenett  14,8%,
Baumanns renett  12,6%,
Blenheim 12,9%,
Belle de Boskoop 13,5%,
Cox Orange  14,0%,
Danziger Kantäpple 12,2%,
Discovery 11,8%,
Elstar 14,0%,
Gloster 13,0%,
Gravensteiner 11,5%,
Grå fransk renett  17,0%,
Gul Richard  12,0%,
Ingrid Marie  14,7%
Jonathan 13,1%,
Kanadarenett 15,4%,
Kasselrenett 14,3%,
Rogers McIntosh  10,9%,
Zuccalmaglio  13,9%.

## Varianter

### Äppeltyper
Det finns huvudsakligen tre typer av äpplen: sommaräpplen, höstäpplen och vinteräpplen. Exempel på sommaräpplen är Gyllenkroks astrakan, stor klar astrakan, Hampus, Sylvia, Gladstone, Säfstaholm och Transparente blanche. De bör ätas direkt från trädet och har mycket kort hållbarhet - smaken försämras efter bara någon dag i rumstemperatur, men de kan förvaras någon vecka i kylskåp. Alla sommaräpplen mognar inte samtidigt på trädet utan det gäller att hitta dem just när de börjat bli mjukare och sötare. Några dagar senare är de övermogna, mjöliga och smaklösa. Sena sommaräpplen, till exempel Oranie och Alice kan däremot sparas ett par veckor.
Höstäpplen ska skördas trädmogna (fortfarande hårda och sura men kärnorna har då börjat bli bruna), eftermognas några veckor och de håller sig sedan fina till slutet av november–december, om de förvaras svalt och luftigt, gärna utomhus under tak på ett bord där mössen inte kan ta sig upp. Vidare är nät att förorda, så att inte fåglar förser sig. Exempel på höstäpplen är Lobo, Gravensteiner, James Grieve, Signe Tillisch och Gul Rickard. Mognande äpplen avger eten som kan orsaka allelopati.
Vinteräpplen ska också skördas trädmogna. De blir ätmogna efter cirka en månads lagring och kan sparas i flera månader, om man har kall och luftig men frostfri förvaring. Exempel på vinteräpplen är Ingrid Marie, Cox Orange, Ribston och Belle de Boskoop.
Förr delades äpplen in i olika grupper, exempelvis kalviller, renetter och rosenäpple. Kalviller har tunt skal med fet yta, är kantiga och har oftast smultron- eller hallonarom. Exempel på kalvill är Signe Tillisch. Renetter har hårt fruktkött, tjockt skal, hög sockerhalt och ofta lång hållbarhet. Exempel på renetter är Cox Orange, Elstar, Guldparmän, Ingrid Marie, Ribston och Blenheim. En del renetter har rost på skalet. Exempel på rosenäpple är Sävstaholm. Stora äpplen kallades ibland för Rambourer. Den tyske pomologen Dittrich beskrev i sin pomologi år 1837, 47 st kalviller, 69 st rosenäpple, 33 st rambourer och 241 st renetter. Indelningen var inte enkel att göra eftersom det fanns mellanting mellan dessa grupper.
År 1933 försökte den svenska Pomologiska föreningen att införa ett nytt system för prissättning av svenska äpplen. Äpplesorterna delades in i 4 klasser, lyxsorter, delikatessorter, bordssorter och hushållssorter med högst pris för lyxsorter. Priset skulle styras av priset på Gravensteiner i Tyskland samt på Jonathanäpplen importerade från USA. Detta system för prissättning kom dock inte till användning.

#### Lågallergena äpplen.
Man har inte lyckats ta fram helt allergenfria äpplen, men det finns en del sorter som anses vara mindre allergiframkallande. Personer med äppelallergi kan prova följande sorter: Ananasrenett, Transparante de Croncels, Transparente blanche, Orleansrenett, Ribston, Zuccalmaglio, Jakob Lebel, Gloster, Risäter, Spartan, Stenbock, Belle de Boskoop, Santana, Friherre von Berlepsch, Berner Rosenäpple, Ontario.

### Äppelsorter

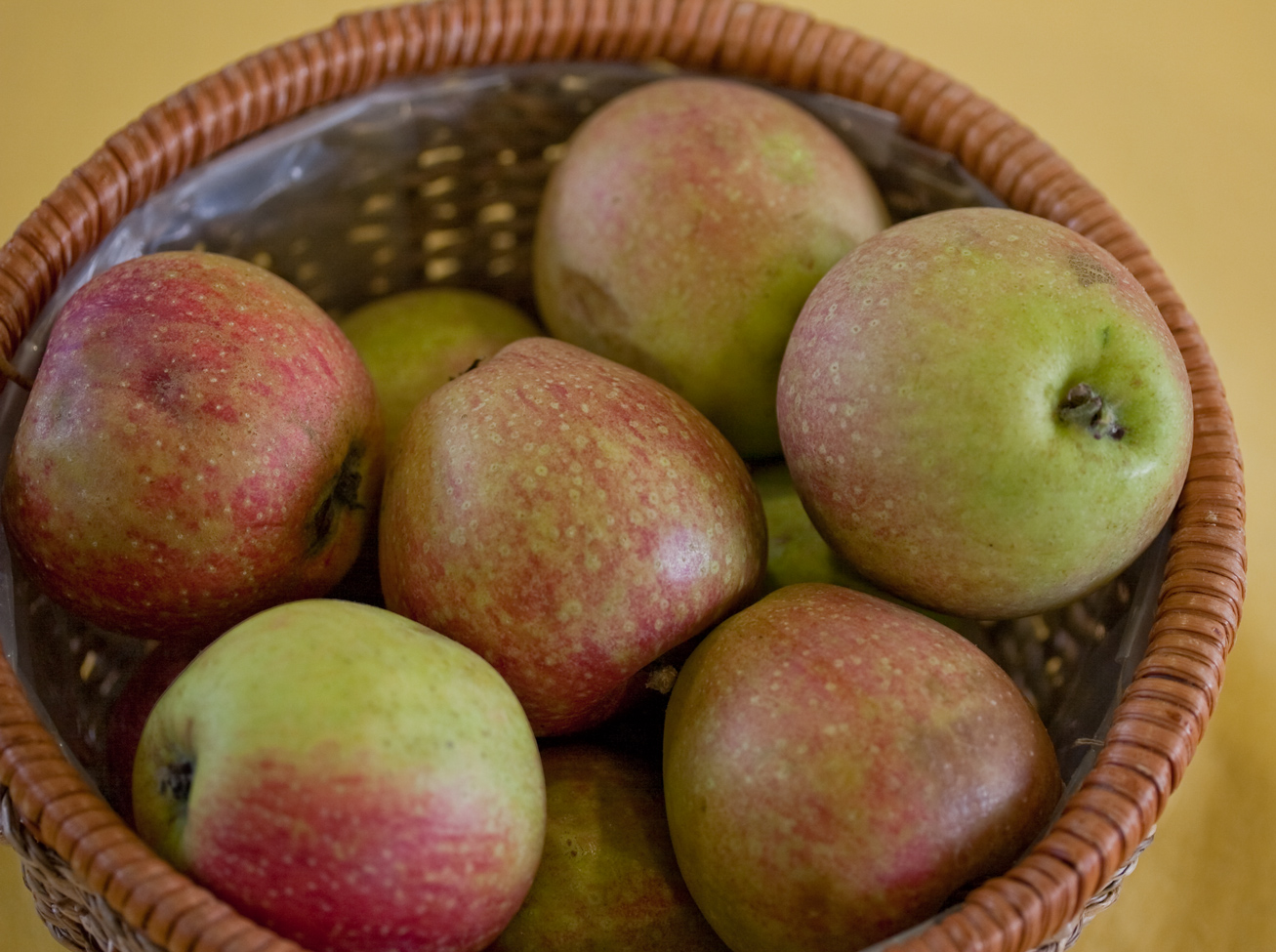
Adamsparmän
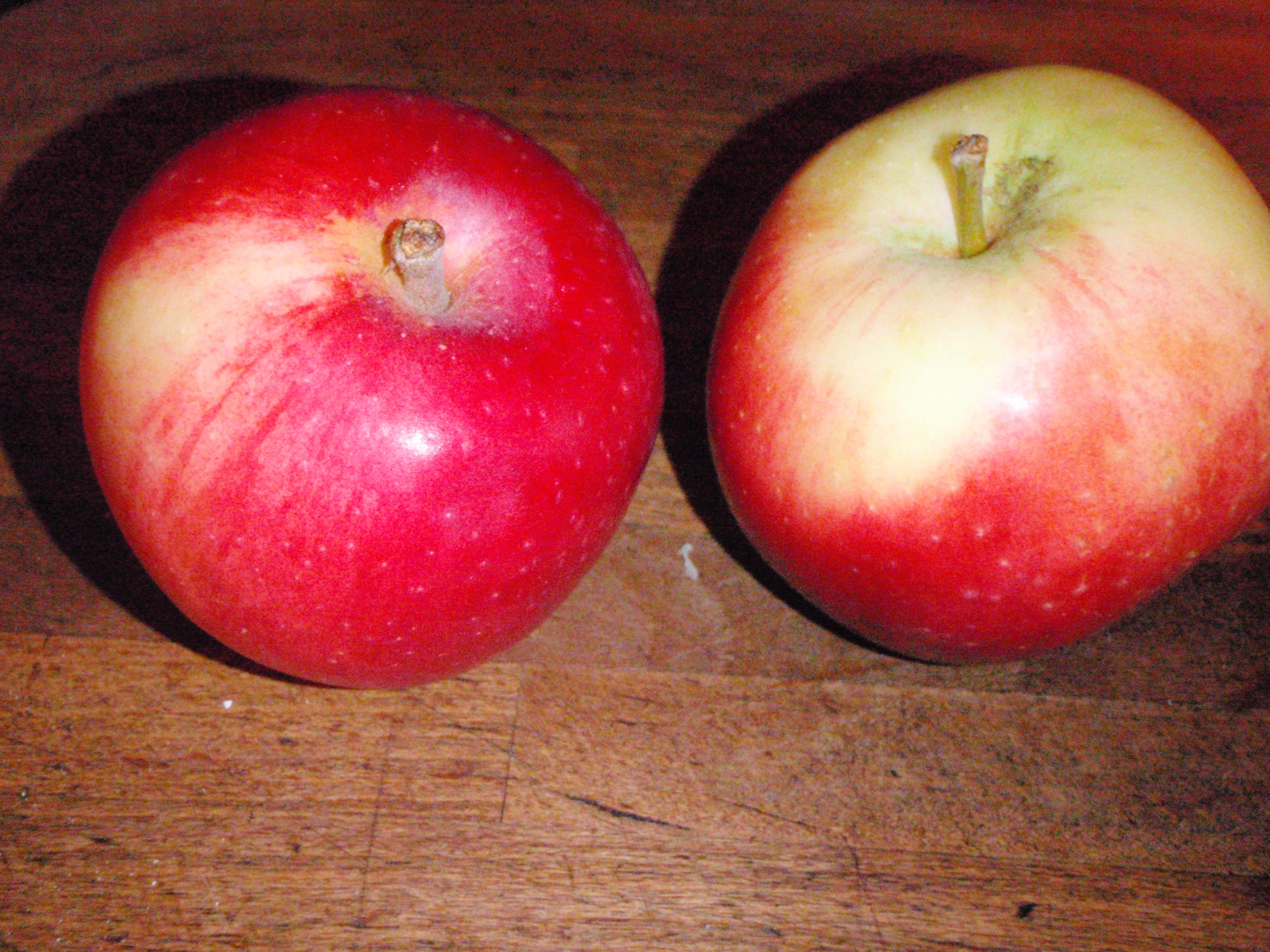
Alice
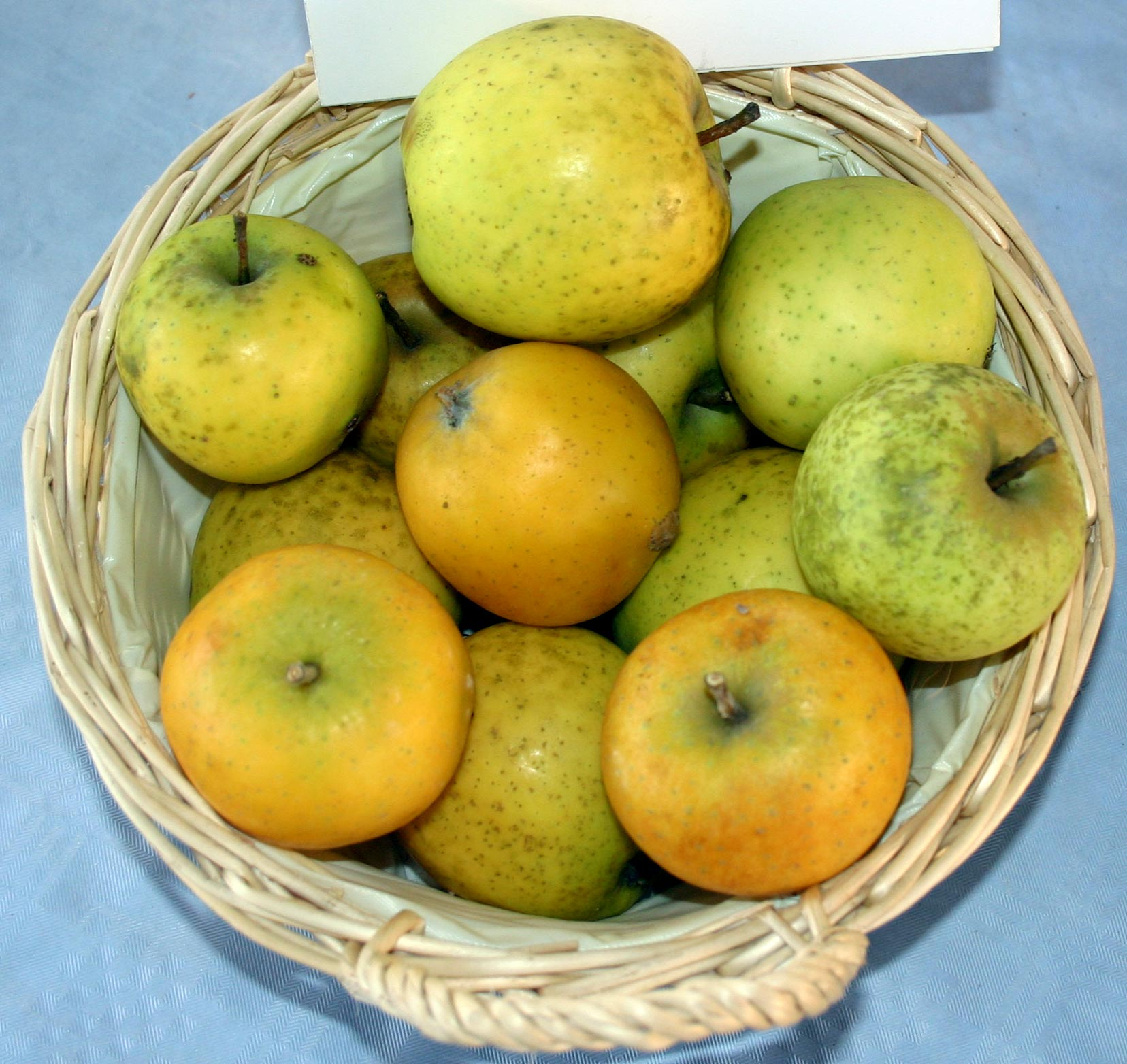
Ananasrenette
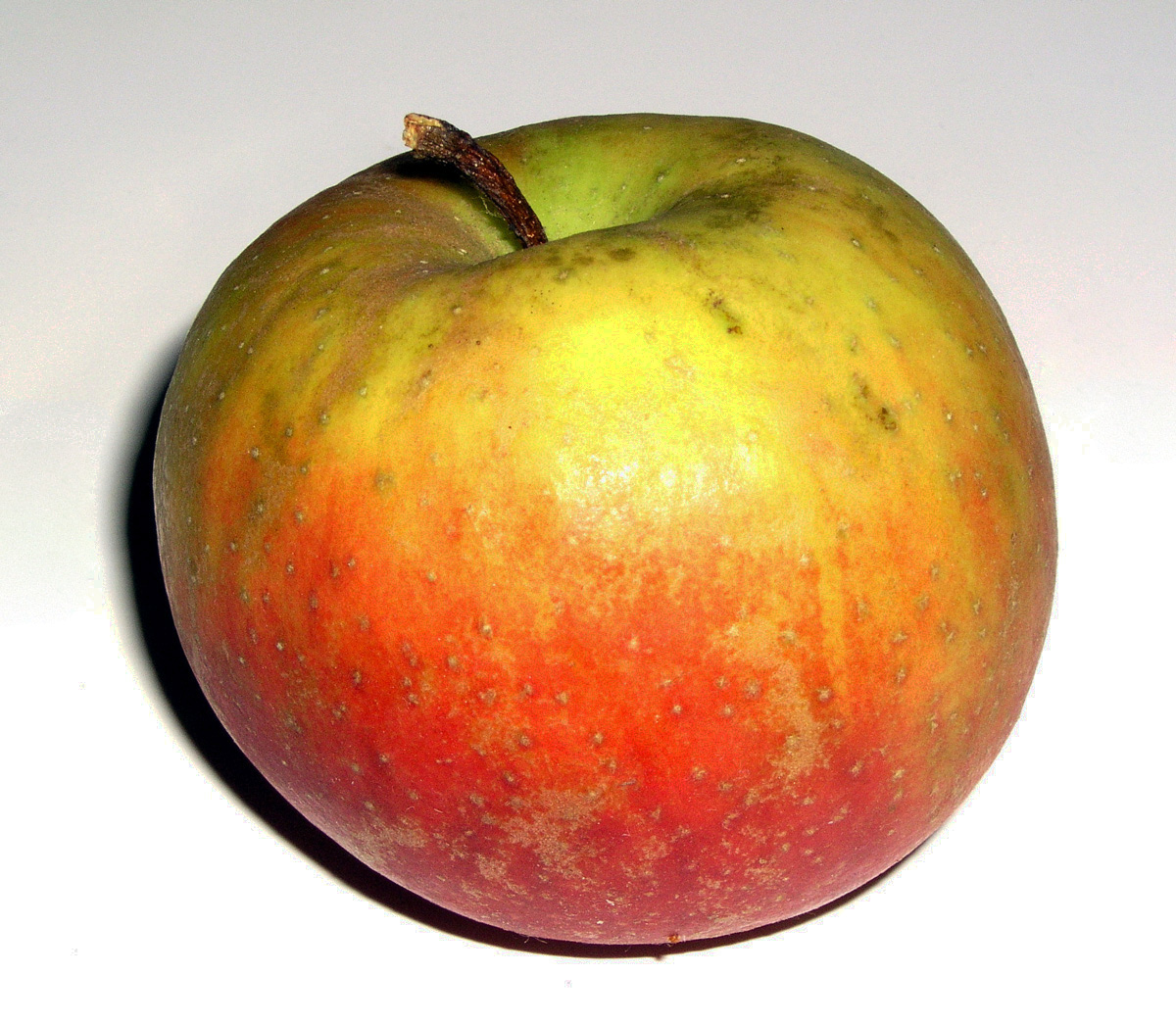
Belle de Boskoop
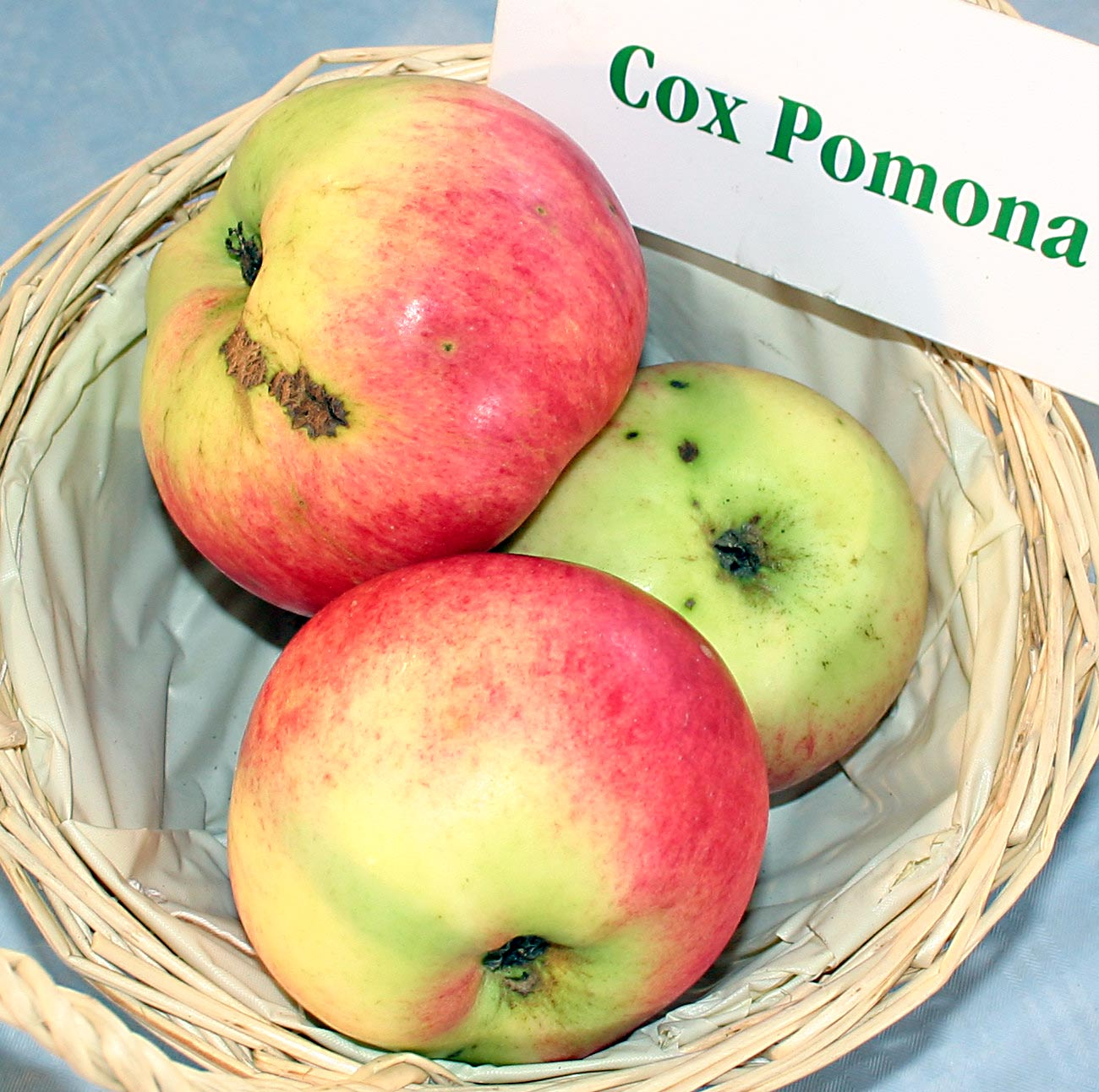
Cox Pomona
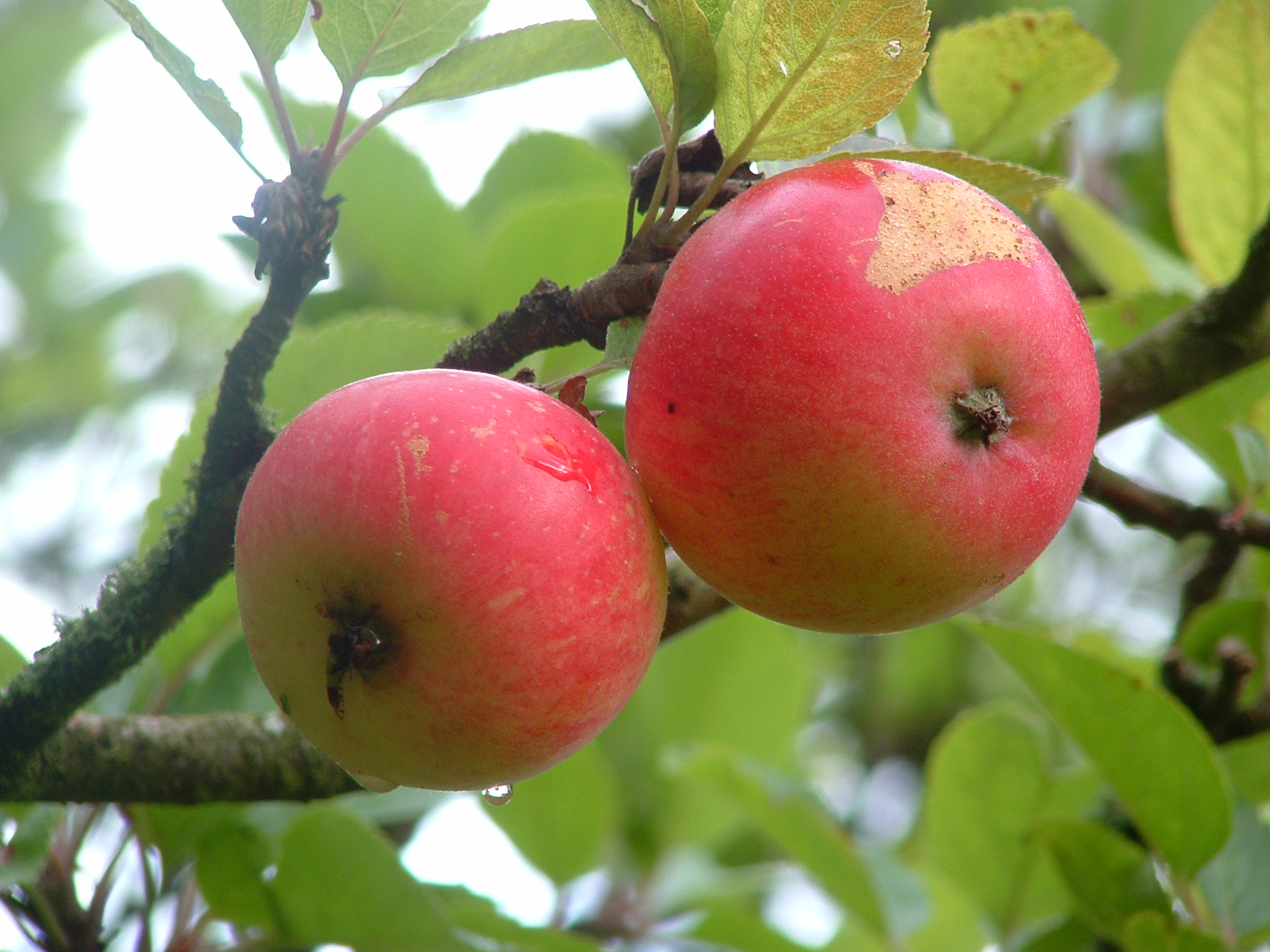
Discovery
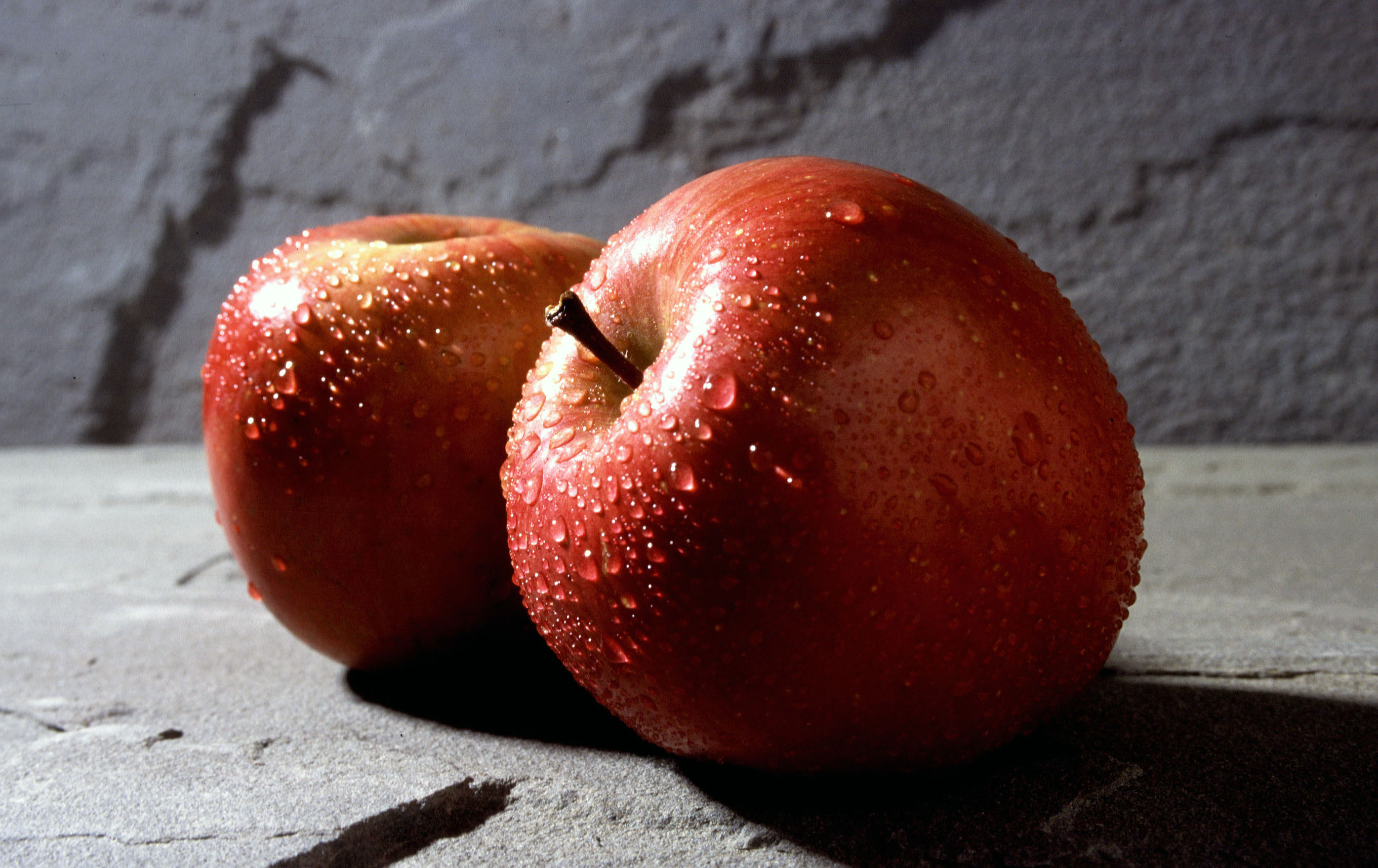
Fuji
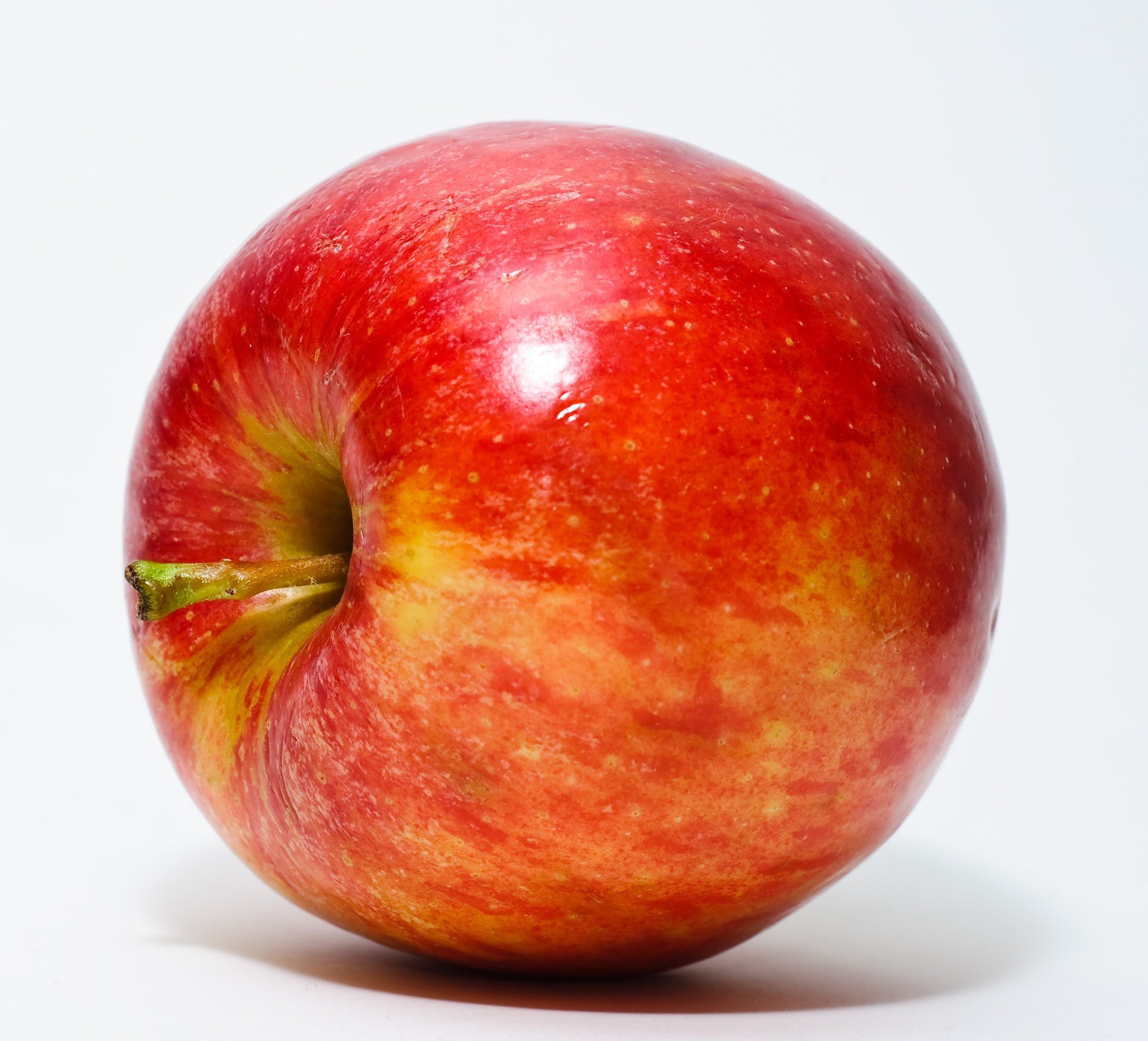
Gala
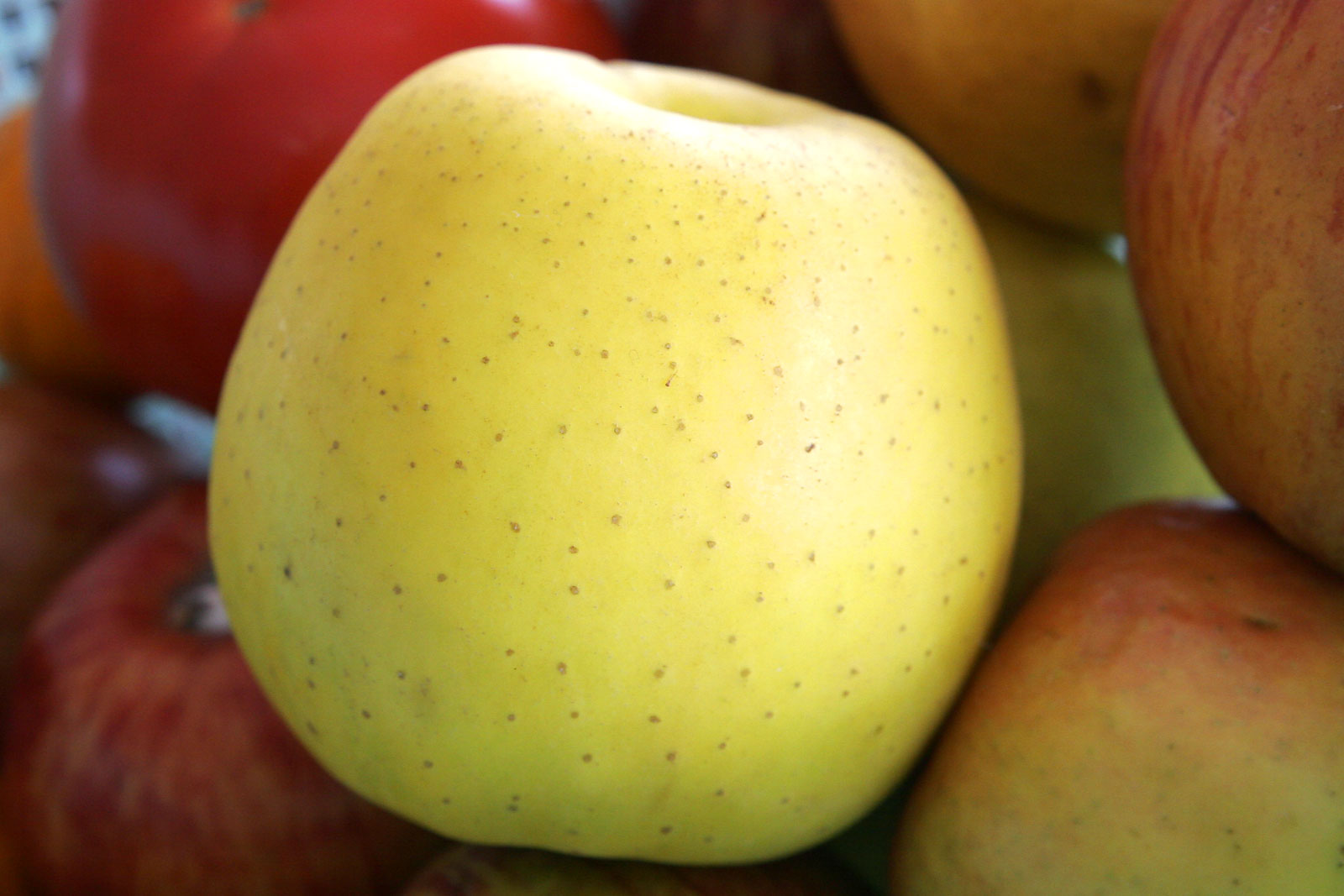
Golden delicious
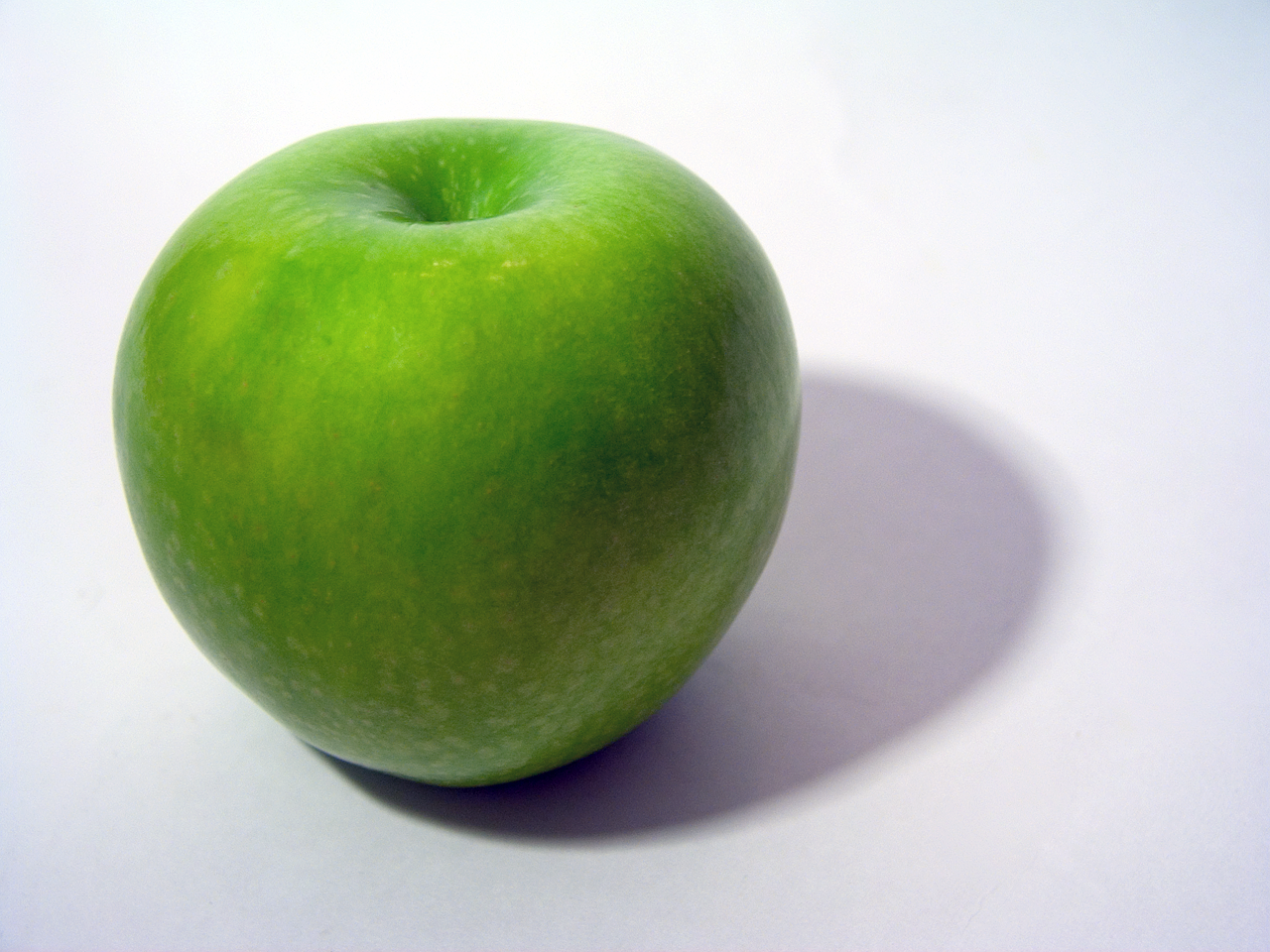
Granny Smith
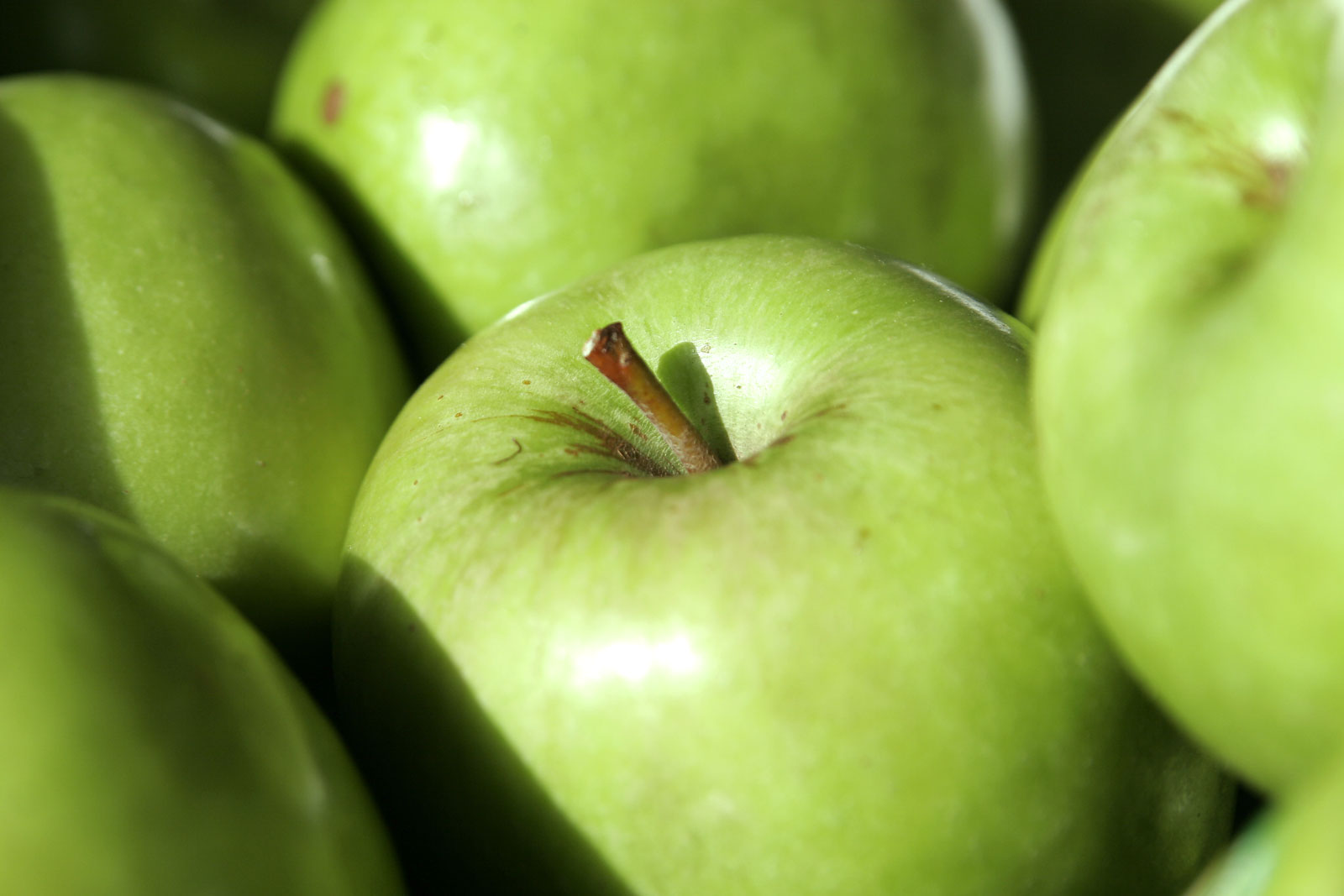
Granny Smith
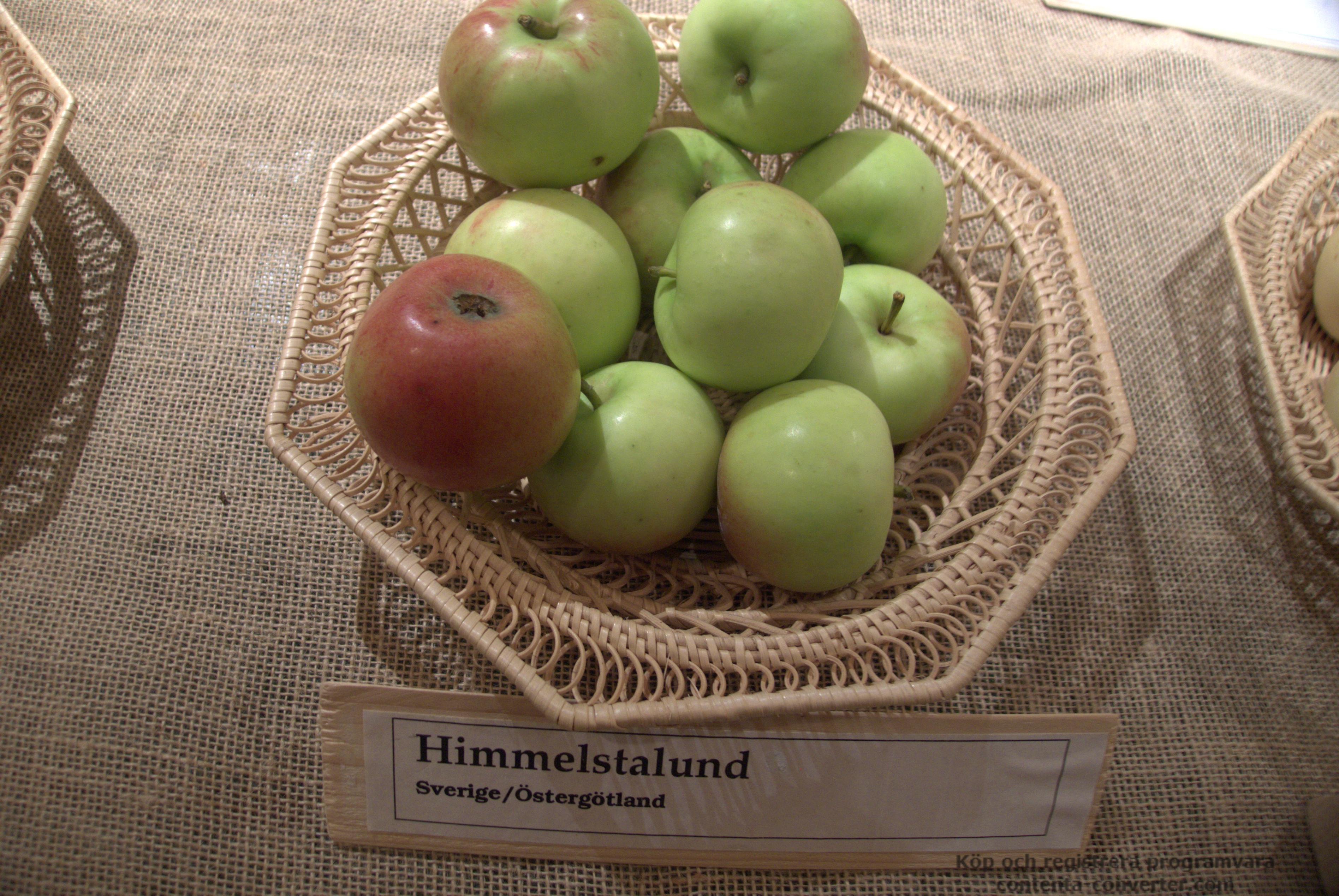
Himmelstalund
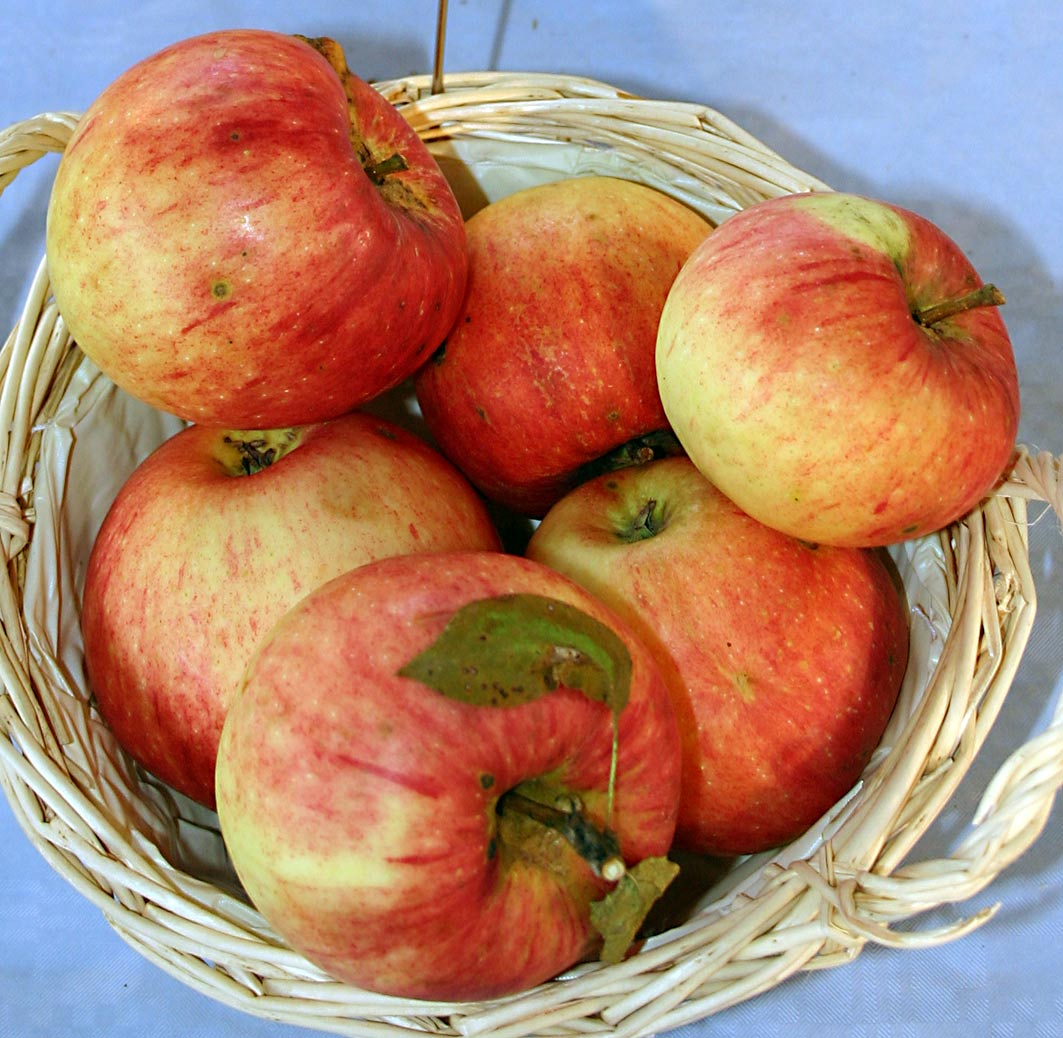
James Grieve
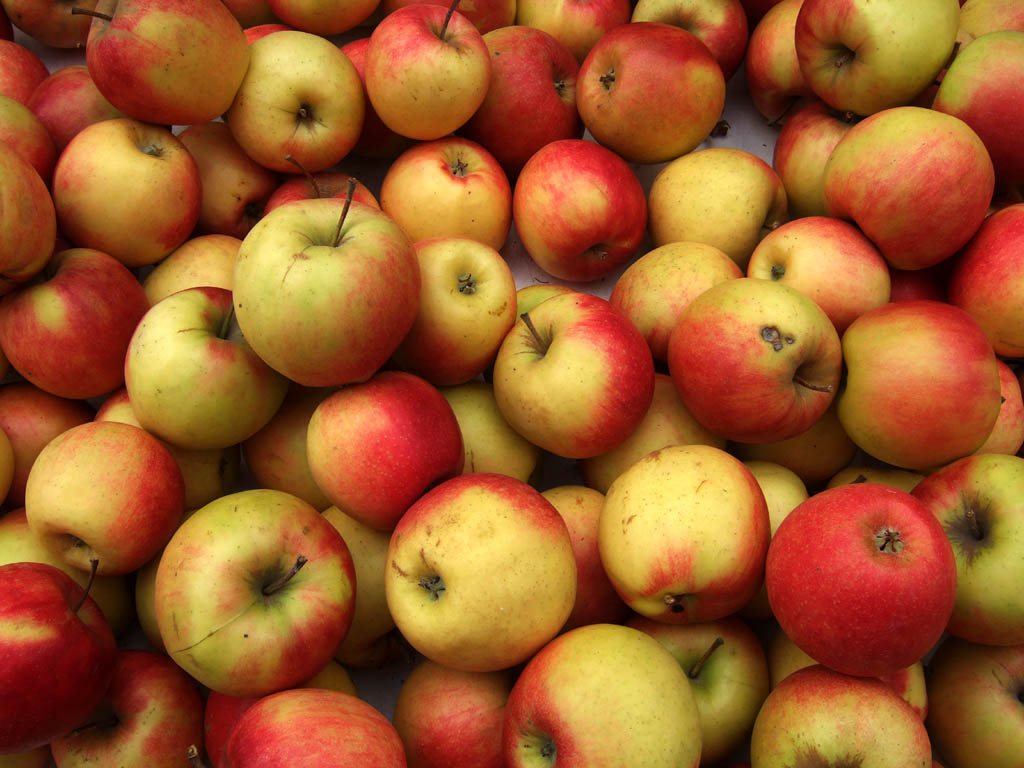
Jonagold
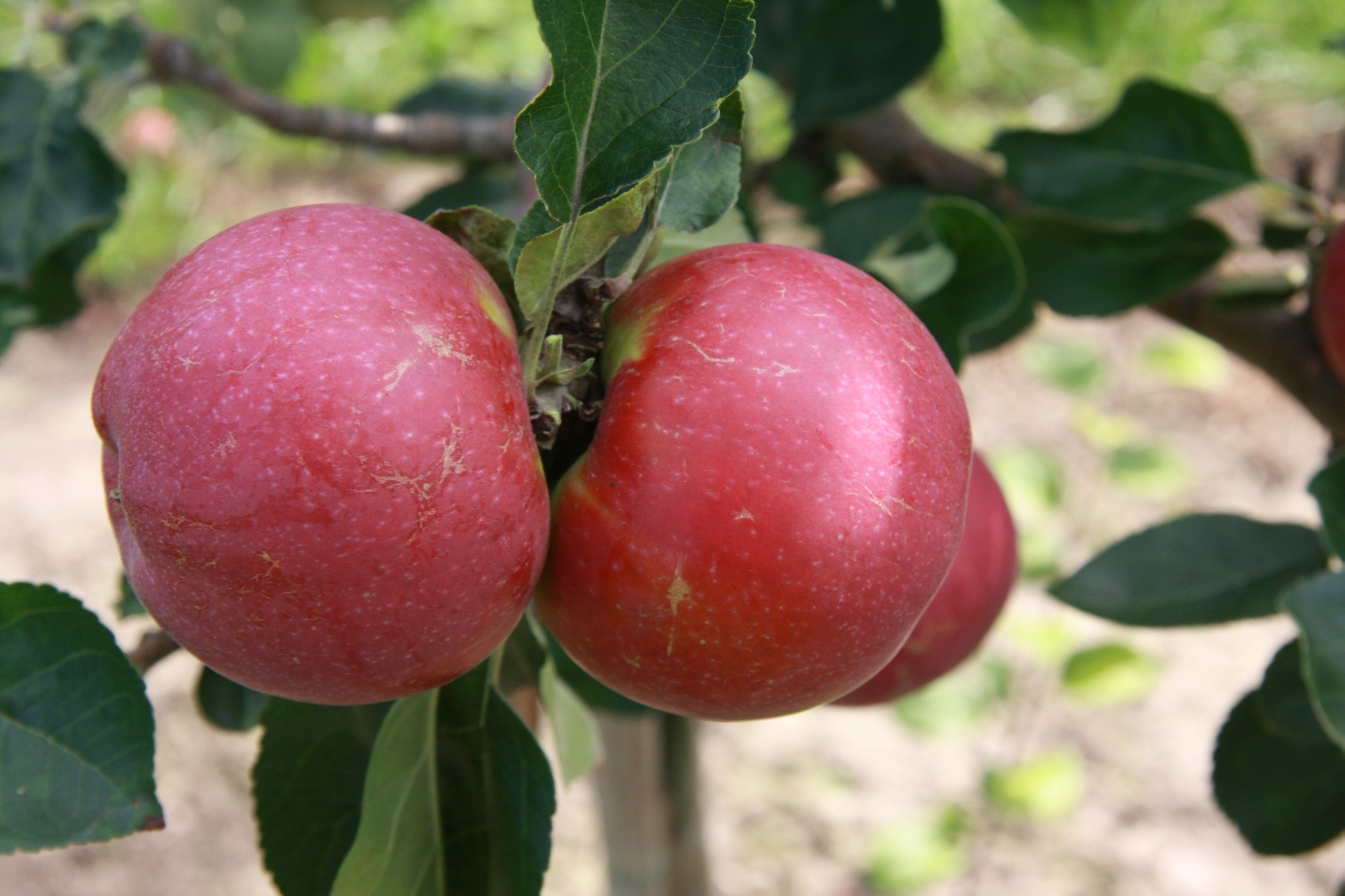
Lobo
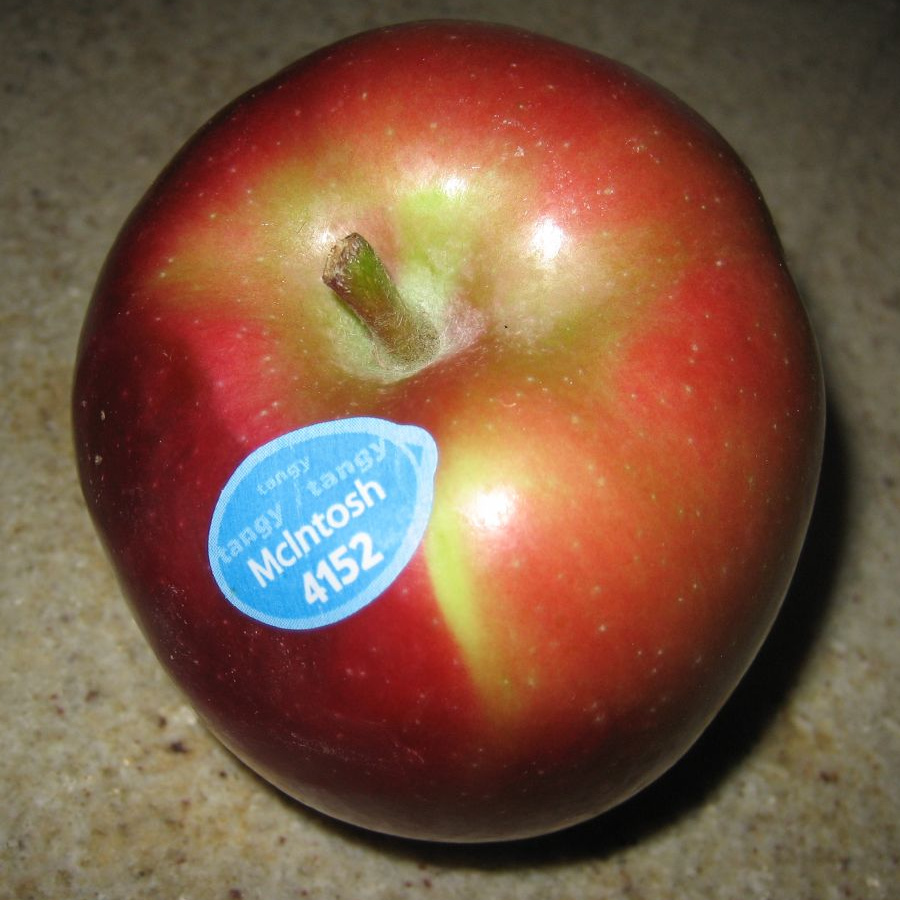
McIntosh
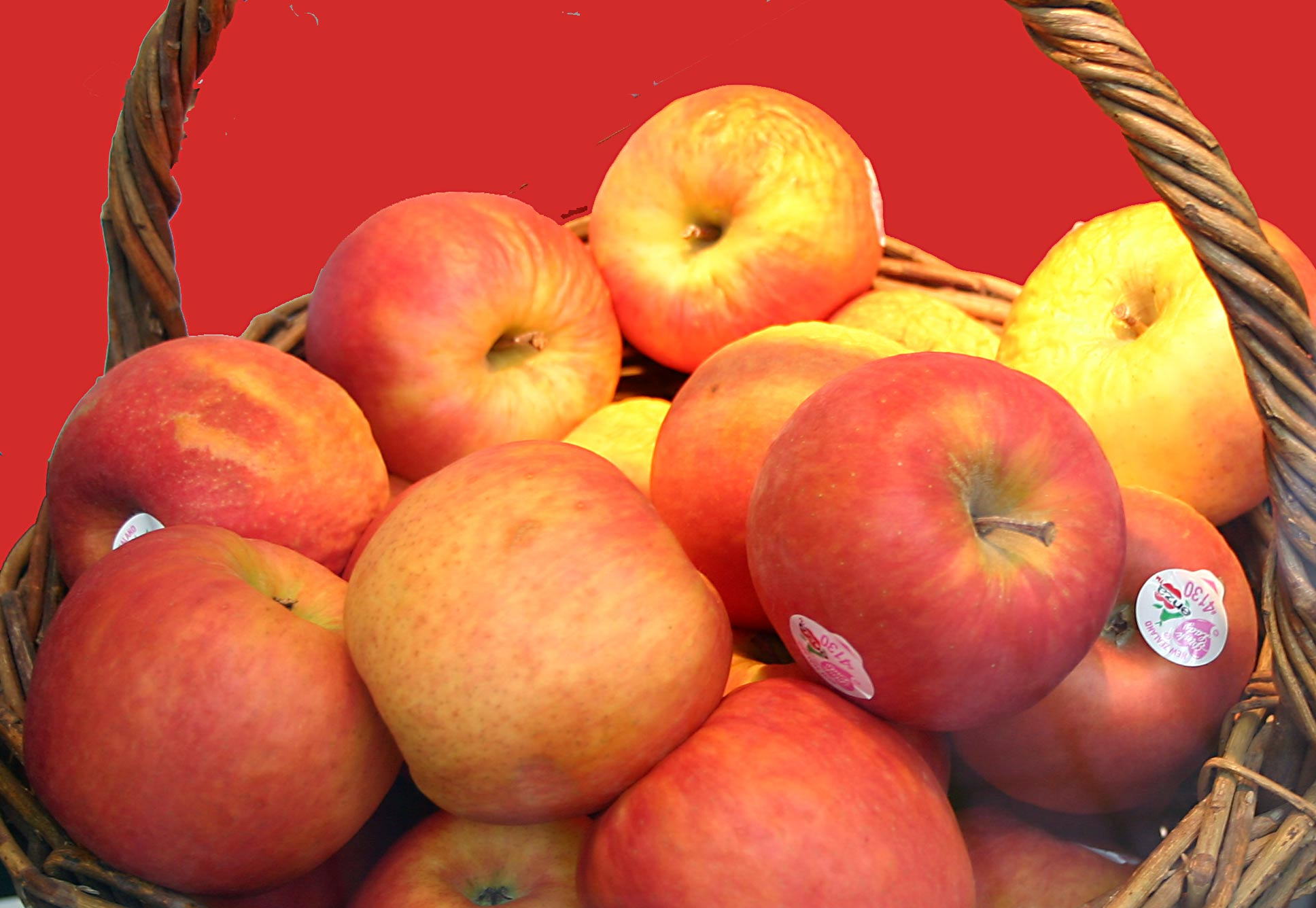
Pink Lady
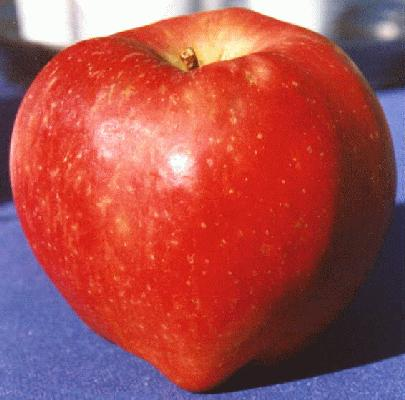
Red Delicious
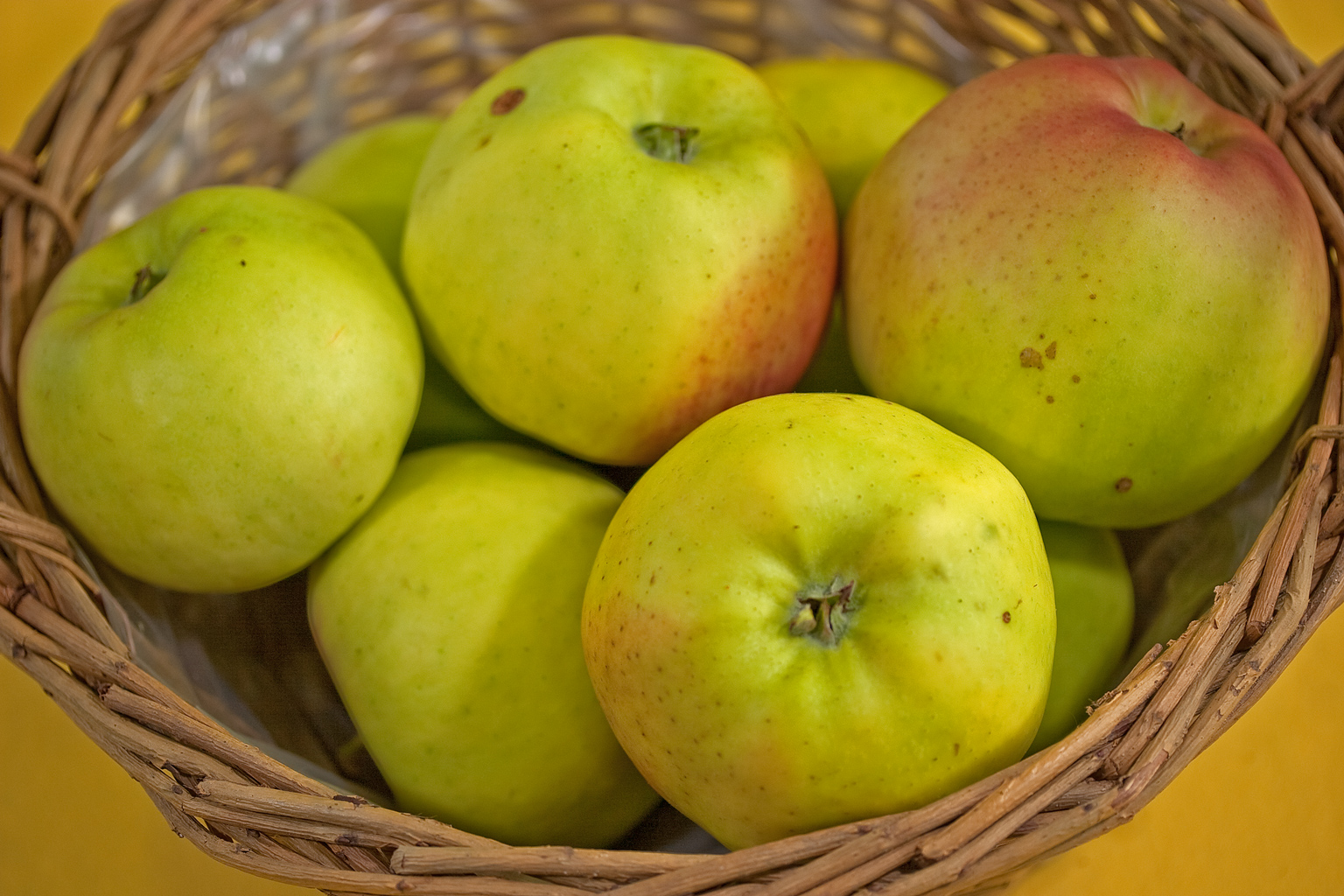
Signe Tillisch
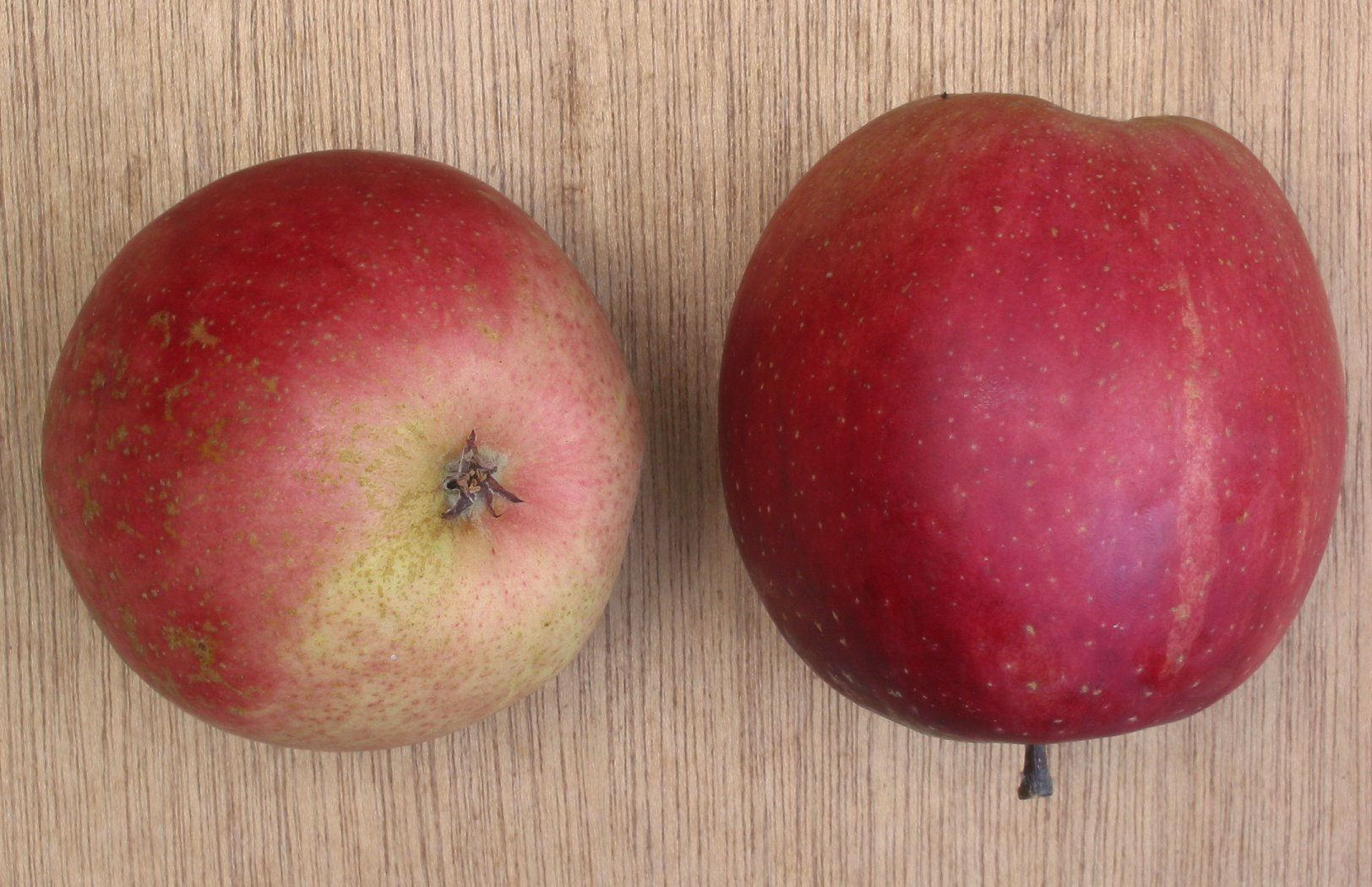
Summerred
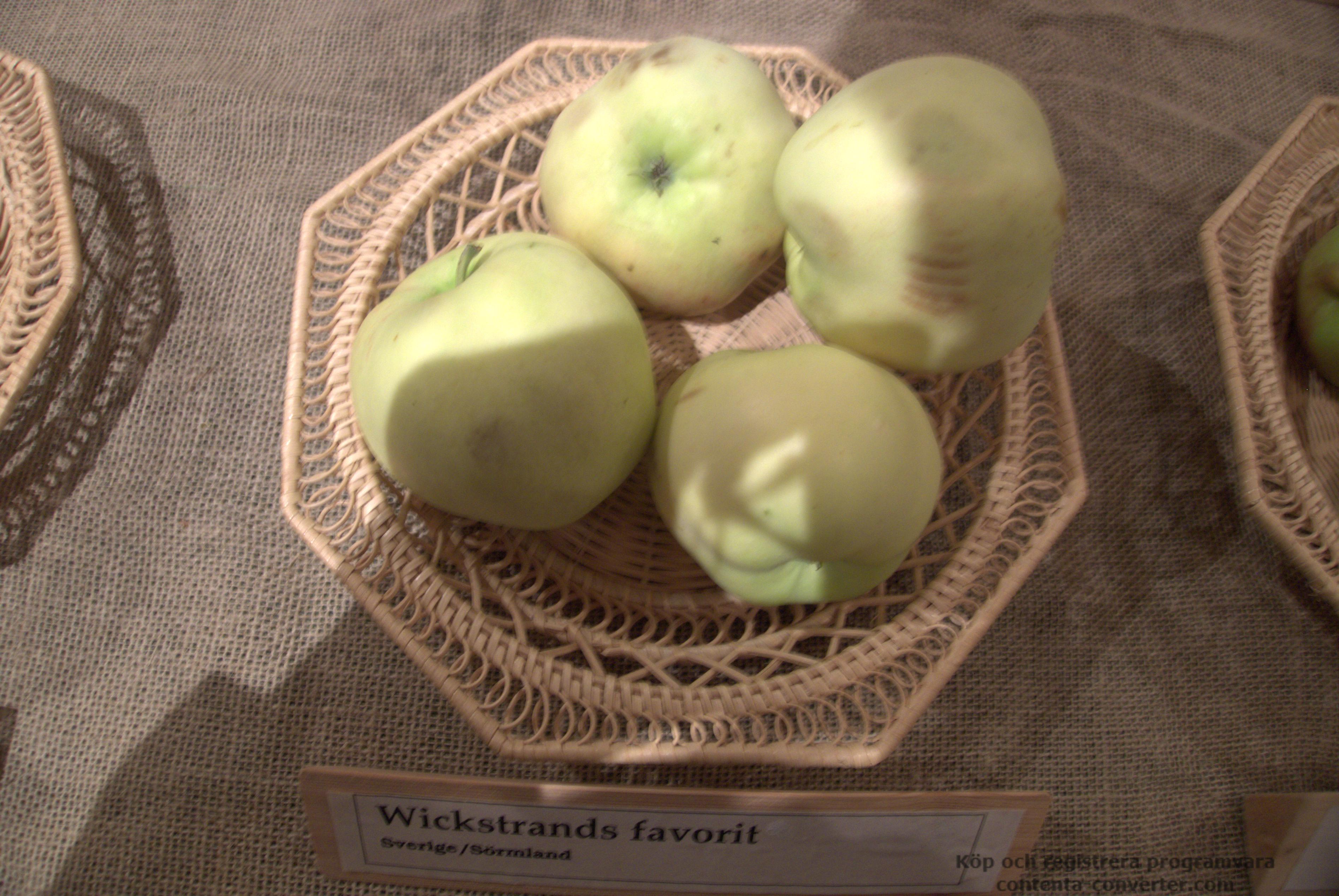
Wickstrands favorit
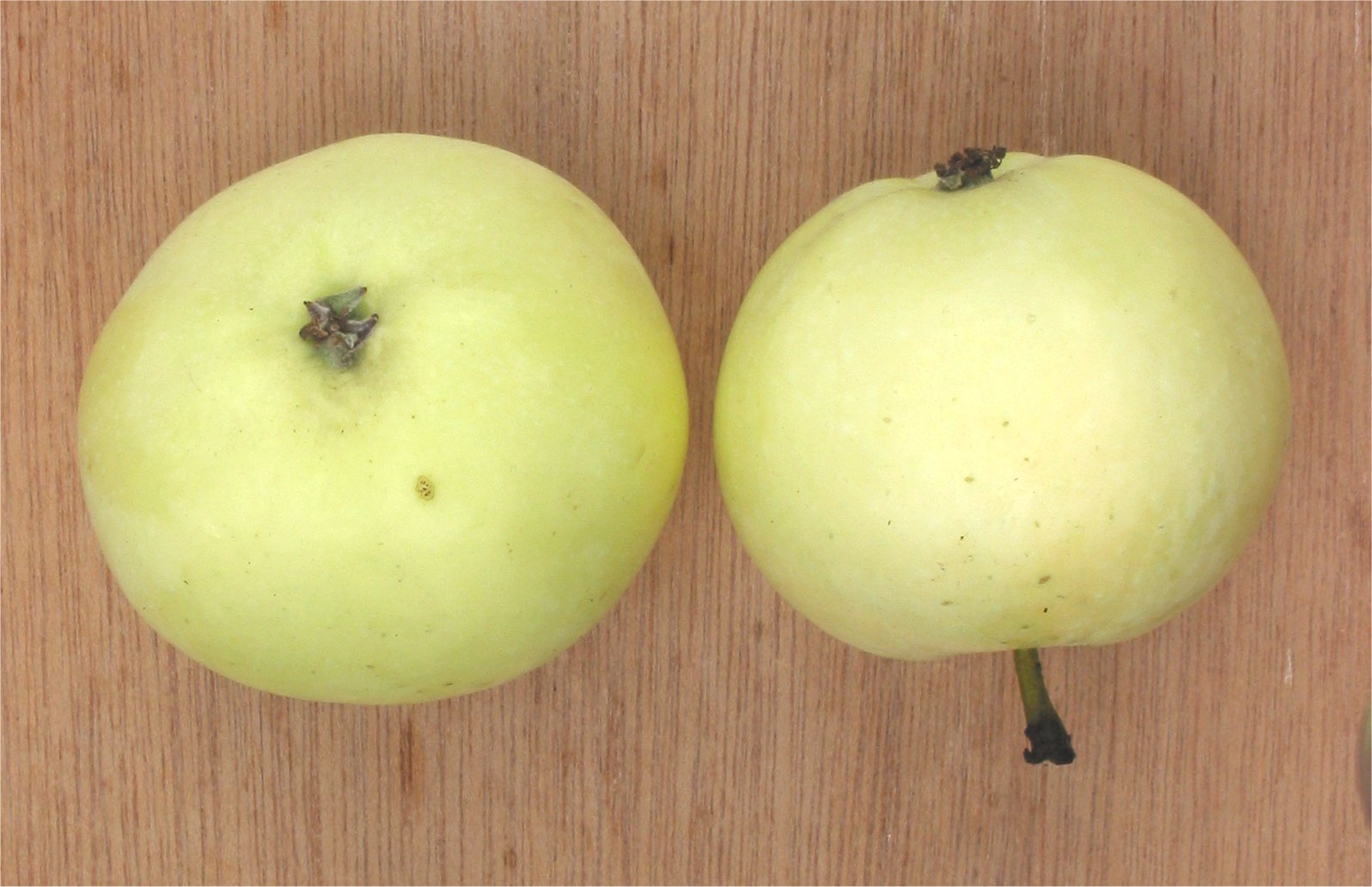
Yellow Transparent Svenskt namn "Transparente blanche"
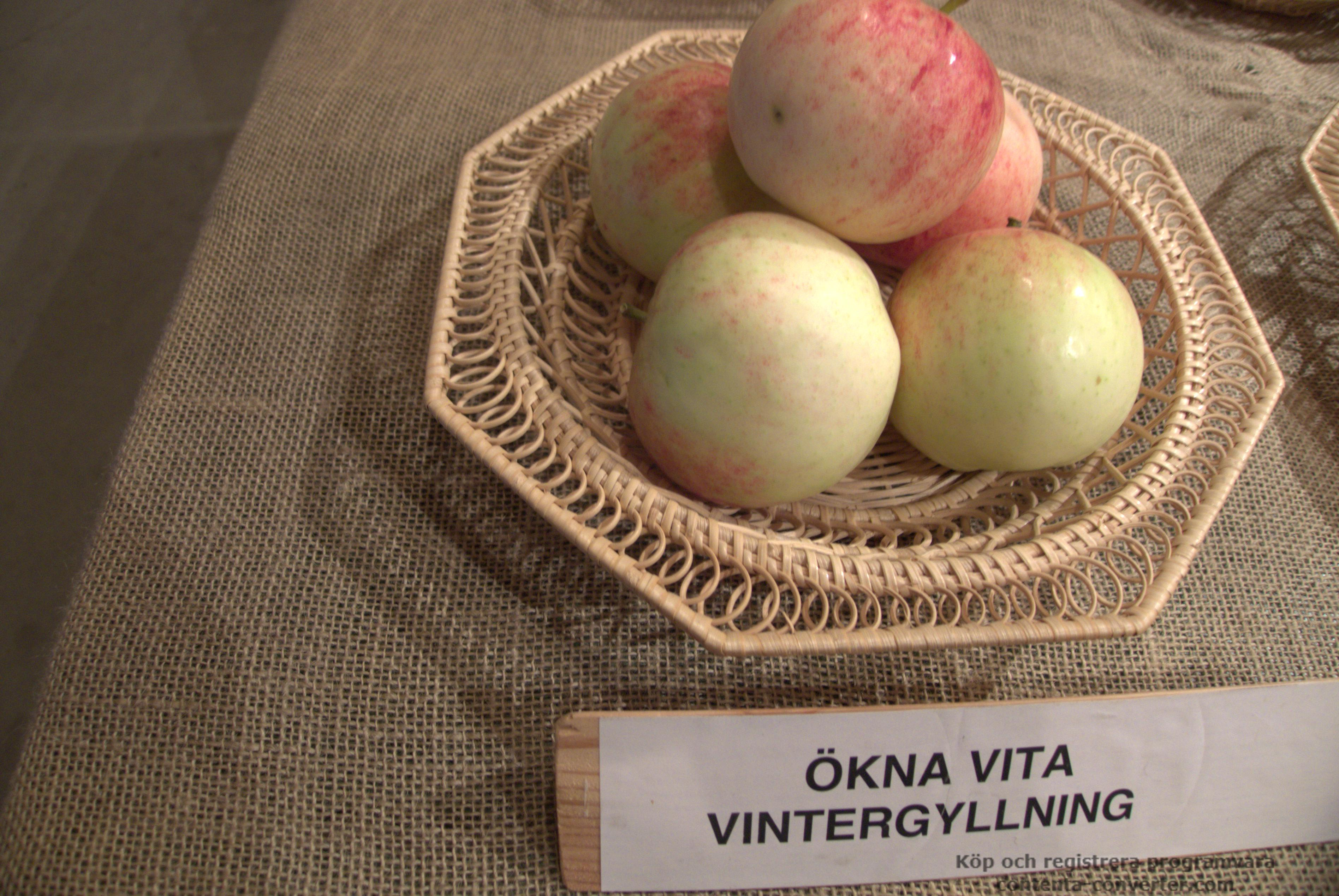
Ökna vita Vintergylling

## Användning

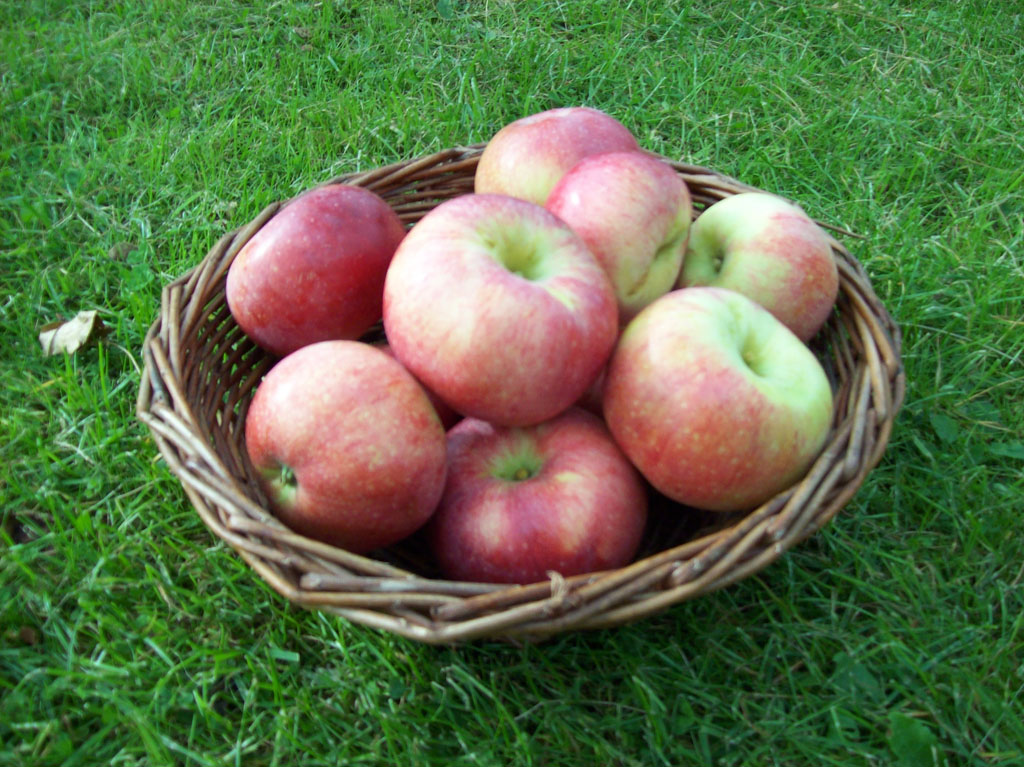
Aroma äpplen i korg

Man kan äta äpplen råa eller i sallad eller tillagade, till exempel i paj eller kaka eller som must eller cider, där det är en råvara.
Ett matäpple, eller köksäpple (det vill säga hushållsfrukt), är ett äpple som inte i första hand äts färskt utan används till pajer, puddingar och äppelmos med mera. Många maträtter, både traditionella och nyskapade, innehåller äpple tillsammans med exempelvis fläskkött, vitkål eller potatis.
Smaken hos äpplen kan beskrivas i termer av syra och arom, och balansen mellan dessa smaker skiljer sig mellan olika matäpple. Några exempel:
- Kraftig syra men ingen arom: Hawthornden, Keswick Codlin och Ecklinville.
- Medelmåttig syra men ingen arom: Alexander, Särsö, Lanes prins Albert, Queen och Reverend W Wilks.
- Svag arom och kraftig syra: Bramley och Antonovka.
- Svag arom och medelmåttig syra: Risäter.

Filippa, Arthur Turner och Golden Noble har en angenäm arom. Belle de Boskoop har bitter smak, skapad av mycket tannin och polyfenoler. Den liksom Bramley, Boiken och  Wellington är välkända matäpplesorter att användas efter nyår. Folke är en ny svensk matäpplesort. Kim, Charlamovsky och Cox Pomona användes ofta som köksäpple. De flesta höstmatäpplen kokar sönder snabbt och lätt och passar därför bra till äppelmos. Vintersorterna (att användas efter nyår) är däremot oftast fasta. Äpple avsedda att göra stekta äpplen av skall tåla värme utan att kollapsa.
Äpple för marmeladberedning (pektinrika) är Antonovka , Golden Noble, Vitgylling och Särsö.
För beredning av äppelvin är följande sorter lämpliga: Golden Noble Adamsparmän, McIntosh Cornell, och Mutsu.Ananasrenett, Rött Duväpple, Sykehouse och Engelsk Guldpippin Boiken, Danziger kantäpple, Kunglig kortstjälk, Grå Fransk Renett, Kasselrenett, Purpurröd Cousinot och Parkers pippin Borgherre, Grå kortstjälk och Kalmar Glasäpple Tillverkning av äppelvin var vanlig i Danmark i början av 1800-talet.
Ett ätäpple är ett äpple som är avsett att ätas färskt, utan tillagning. Äldre beteckningar för dessa äpplen är bordsäpple eller dessertäpple. Industriellt tillverkad äpplemos göres nuförtiden nästan alltid från andrasortering av ätäpple.
För beredning av cider av "engelsk typ" användes cideräpplen med hög sockerhalt och hög tanninhalt. I Sverige förekommer en liten produktion av sådan cider. Cideräpplen innehåller mer procyanidiner än "vanliga" äpplen. Detta ger den bittra smaken åt cidern. Lämpliga äppletyper för sådan cider är: Angela, Harry Masters Jersey, Fiona, Jane, Lizzy, Prince William.
Vissa sorter är bra både som "matäpple" och "ätäpple"; exempelvis Gravensteiner, James Grieve, Signe Tillisch, Blenheim och Mutso (även stavat Mutzo).
De äpplen som inte kan lagras färska, på grund av kort hållbarhet (sommaräpplen) eller brist på svala luftiga förvaringsutrymmen, kan sparas i form av:
- fruset eller konserverat äppelmos med eller utan socker (askorbinsyra kan tillsättas för att mosets ursprungliga ljusa färg inte på grund av oxidering ska övergå i brunt)
- torkade äpplen
- konserverade äppelhalvor som serveras till dessert med vispgrädde eller glass
- frysas i mycket tunna klyftor för att snabbt mixas med mixerstav till glass tillsammans med grädde/mjölk, kanel och socker
- styckfrysas i tjockare klyftor till äppelkaka och -paj
- pressas eller centrifugeras till äppelmust

Till sötat äppelmos, paj och kaka kan i stort sett alla äpplen oavsett mognadsgrad användas. Det går helt enkelt åt mer socker för omogna sura äpplen. Till osockrat äppelmos, torkade äpplen, julmust och glass är det en fördel om äpplena är mogna och söta. Vid torkning får de dock inte vara det minsta övermogna eftersom de då blir bruna och torkar långsamt, vilket ger dålig kvalitet (risk för mögel och annat otrevligt). Detta är sannolikt anledningen till att många påstår att sommarfrukt inte passar för torkning: det är viktigt att bara använda de äpplen som är lagom mogna, vilket är mer ansträngande med sommarfrukt. Den lagom mogna sommarfrukten ger lika bra torkningsresultat som senare sorter.

## Produktion
| Nr                                                                    | Område                 | Produktion (ton) | Andel (%) |
| --------------------------------------------------------------------- | ---------------------- | ---------------- | --------- |
| 1                                                                     | Kina                   | 40 923 200       | 48,36     |
| 2                                                                     | USA                    | 5 185 078        | 6,13      |
| 3                                                                     | Polen                  | 3 195 299        | 3,78      |
| 4                                                                     | Indien                 | 2 497 680        | 2,95      |
| 5                                                                     | Turkiet                | 2 480 444        | 2,93      |
| 6                                                                     | Italien                | 2 473 608        | 2,92      |
| 7                                                                     | Chile                  | 1 757 225        | 2,08      |
| 8                                                                     | Ryssland               | 1 624 000        | 1,92      |
| 9                                                                     | Iran                   | 1 572 844        | 1,86      |
| 10                                                                    | Frankrike              | 1 531 625        | 1,81      |
| 11                                                                    | Brasilien              | 1 378 617        | 1,63      |
| 12                                                                    | Tyskland               | 1 115 900        | 1,32      |
| 13                                                                    | Ukraina                | 1 085 350        | 1,28      |
| 14                                                                    | Argentina              | 1 012 390        | 1,20      |
| 15                                                                    | Uzbekistan             | 965 000          | 1,14      |
|                                                                       | Total världsproduktion | 84 630 275       | 100,00    |
| Källa: FN:s livsmedels- och jordbruksorganisation:s data för år 2014. |                        |                  |           |

I Sverige är de mest odlade sorterna Aroma, Ingrid Marie och Cox Orange; vanliga importerade sorter är Braeburn, Elstar, Holsteiner Cox, Jona gold, Jonagored, Gala, Pink Lady, Granny Smith, Golden Delicious och Red Delicious. Äppleproduktionen i EU uppgick till 11 779 000 ton år 2016 och de mest odlade sorterna ordnade efter mängd var då: Golden Delicious, Gala, Idared, Red Delicious, Jonagold, Jonagored,  Shampion, Elstar, Granny Smith, Braeburn, Fuji, Cripps Pink, Röd Jonaprince, Pinova, Belle de Boskoop. 

### Odling och förvaring
I Sverige är äppelodlingar vanliga bland annat i Skåne (Kivik och Vånga).
Höst- och vinteräpplen som ska förvaras måste hanteras mycket försiktigt så att skalet inte skadas. Skador i skalet är en ingång för mikroorganismer som förstör äpplet, till exempel monilia, en svampsjukdom som får äpplen att ruttna mycket snabbt, både på trädet och efter skörd. Den yttrar sig utomhus i form av brun röta med ringar av vita prickar. Under lagringen fram på vintern blir äpplena istället svarta och läderartade av monilian. Se mer ovan under Äppeltyper.
Om man biter av en bit från ett äpple och låter det ligga en stund, blir fruktköttet brunaktigt. Detta kommer sig av att äpplen innehåller fenoler som oxideras. Detta kan förhindras om en antioxidant, exempelvis askorbinsyra, täcker ytan.

## Äpplet i kulturen

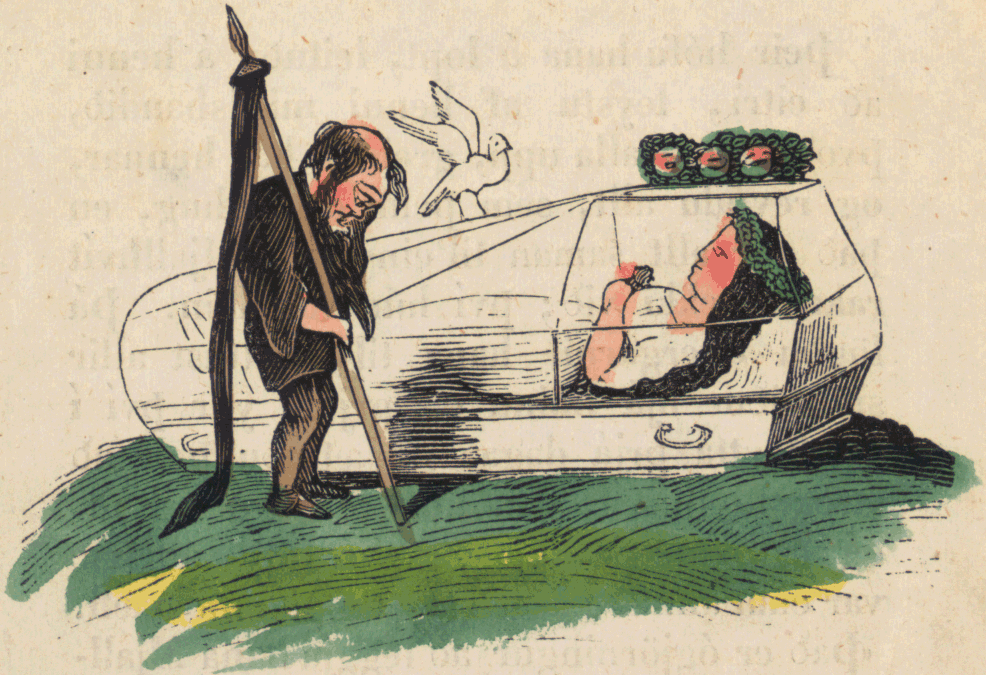
Äpplet har även en betydande roll i sagan om Snövit.

Äpplet förekommer i kulturen hos nästan alla eurasiska folkgrupper. Den används som symbol för kärlek, sexualitet, fruktsamhet, livet allmänt, upplysning och rikedom. Frukten förekommer i ett flertal sagor, mytologier och ritual. Asarna åt till exempel av Iduns äpplen för att slippa åldras.
Som symbol för kärlek och sexualitet är äpplet ett kännetecknande föremål för olika skönhetsgudinnor, till exempel Istar i mesopotamisk mytologi, Afrodite i grekisk mytologi och Idun i nordisk mytologi.
I Bibeln talas bara om en frukt på kunskapens träd i 1:a Mosebok. I konsten har dock denna frukt många gånger framställts som just ett äpple, och därav kommer uppfattningen att äpplet är en biblisk symbol för frestelse (se kunskapens träd).
Äpplet står även i sammanhang med skörden och på så sätt med rikedom och makt. Ett exempel som förtydligar denna förbindelse är riksäpplet. I denna betydelse förekommer äpplen även i sagan Mor Hulda (nedtecknad av Bröderna Grimm): Två systrar möter var för sig på vägen till mor Hulda ett äppleträd, som med mänsklig röst ber: "Skaka mig och plocka mina mogna äpplen!" Den lata flickan går bara förbi och mister därför till slut belöningen med guld.
Äpplet var även en symbol för dispyter. Det främsta exemplet i grekisk mytologi är det gyllene äpplet med påskriften Kallisti - till den vackraste som gudinnan Eris kastade under bröllopet mellan Peleus och Thetis. Paris gav äpplet till Afrodite och blev belönad med "världens vackraste kvinna" Helena, vilket blev orsaken till det trojanska kriget.
Enligt legenden fick ett fallande äpple Isaac Newton att tänka ut hur tyngdlagen påverkar inte bara allt på jorden utan också planeternas rörelser.

### Landskapsäpplen
2005 tog Sveriges Pomologiska Sällskap och Riksförbundet Svensk Trädgård fram landskapsäpplen.
| Landskap      | Äppelsort                            |
| ------------- | ------------------------------------ |
| Skåne         | Aroma                                |
| Blekinge      | Melonäpple                           |
| Halland       | Brunnsäpple eller fröllingeäpple     |
| Småland       | Hornsbergsäpple                      |
| Öland         | Ölands kungsäpple                    |
| Gotland       | Stenkyrke                            |
| Bohuslän      | Veseäpple                            |
| Västergötland | Kavlås                               |
| Östergötland  | Gyllenkroks astrakan                 |
| Södermanland  | Åkerö                                |
| Dalsland      | Oranie                               |
| Värmland      | Stenbock                             |
| Närke         | Sickelsjö vinäpple                   |
| Västmanland   | Fagerö                               |
| Uppland       | P.J. Bergius                         |
| Dalarna       | Tunaäpple                            |
| Gästrikland   | Malmbergs gylling                    |
| Hälsingland   | Bergviksäpple                        |
| Härjedalen    | Koritschnevoje eller rött kaneläpple |
| Medelpad      | Sundsäpple                           |
| Jämtland      | Rödluvan                             |
| Ångermanland  | Kramfors                             |
| Västerbotten  | Transparente blanche                 |
| Norrbotten    | Silva                                |
| Lappland      | Rescue                               |